# Biache-Saint-Vaast
Ne doit pas être confondu avec Biaches.
Pour les articles homonymes, voir Saint-Vaast.
Biache-Saint-Vaast (prononciation : /bjɑʃ-sɛ̃-vɑ/), (picard : Biache-Saint-Vo), (néerlandais : Biache-Sint-Vedast ou Bracht), est une commune française située dans le département du Pas-de-Calais en région Hauts-de-France. Ses habitants sont appelés les Biachois. La commune est membre de la communauté de communes Osartis Marquion.
La commune de Biache-Saint-Vaast est située dans le sud-est du département du Pas-de-Calais, dans la vallée de la Scarpe, à 13 km d'Arras. C’est une commune de type ceinture urbaine, avec une population de 4 519 habitants au dernier recensement de 2022.
Elle est située dans l'arrondissement d'Arras, ainsi que dans le canton de Brebières. Biache-Saint-Vaast, appartient à l'aire urbaine de Biache-Saint-Vaast, ainsi qu'à l'aire métropolitaine de Lille.
Biache-Saint-Vaast semble être un lieu habité depuis la Préhistoire, puisqu'on y a retrouvé deux crânes ainsi que des outils qui dataient d'il y a environ 180 000 ans, ce sont les plus vieux crânes retrouvés dans la moitié Nord de la France.
Après la Première Guerre mondiale, la commune est décorée de la croix de guerre 1914-1918.

## Géographie

### Localisation
Biache-Saint-Vaast est une commune périurbaine, située entre Vitry-en-Artois, Fresnes-lès-Montauban, Hamblain-les-Prés et Plouvain.
Biache-Saint-Vaast se situe, à vol d'oiseau, à environ 11,5 km de Douai, 12,9 km d'Arras, 16 km de Lens, 32,1 km de Béthune, 35,8 km de Lille, 104,2 km de Calais et 166,9 km de Paris.
La commune fait partie du pays d'Artois.
La commune possède au sud un corridor géographique limitrophe des communes de Vitry-en-Artois, Sailly-en-Ostrevent et Hamblain-les-Prés.
Le territoire de la commune est limitrophe de ceux de sept communes.
Les communes limitrophes sont Fresnes-lès-Montauban, Pelves, Plouvain, Sailly-en-Ostrevent, Vitry-en-Artois, Gavrelle et Hamblain-les-Prés.

### Géologie et relief
La superficie de la commune est de 9,30 km2 ; son altitude varie de 41  à   70 mètres.
Le sol de la commune est composé de craie datant du Turonien et d'un sol argileux, vers les marais.

### Hydrographie
Le territoire de la commune est situé dans le bassin Artois-Picardie.
Il est traversé par six cours d'eau :
- la Scarpe canalisée, d'une longueur de 67,09 km, principal cours d'eau traversant la commune sur environ 2,5 km[4] ;
- le Trinquis, affluent de la Sensée, d'une longueur de 9,76 km[5] ;
- le Siphon, d'une longueur de 7,13 km, qui prend sa source dans la commune de Fresnes-lès-Montauban et se jette dans le Trinquis au niveau de la commune d'Hamblain-les-Prés[6] ;
- la Rivièrette ou Scarpe Amont, petit ruisseau d'une longueur de 4,64 km, longeant les marais de Biache-Saint-Vaast et de Plouvain[7] ;
- le fossé des Dix-Pieds, d'une longueur de 0,44 km[8] ;
- un cours d'eau au toponyme hydrographique inconnu, d'une longueur de 0,26 km, qui prend sa source dans la commune et se jette dans le Siphon au niveau de la commune de Vitry-en-Artois[9].

La commune comprend également différents marais comme le grand marais (marais privé réservé à la pêche), le petit marais (marais public pour la pêche) et le marais industriel.

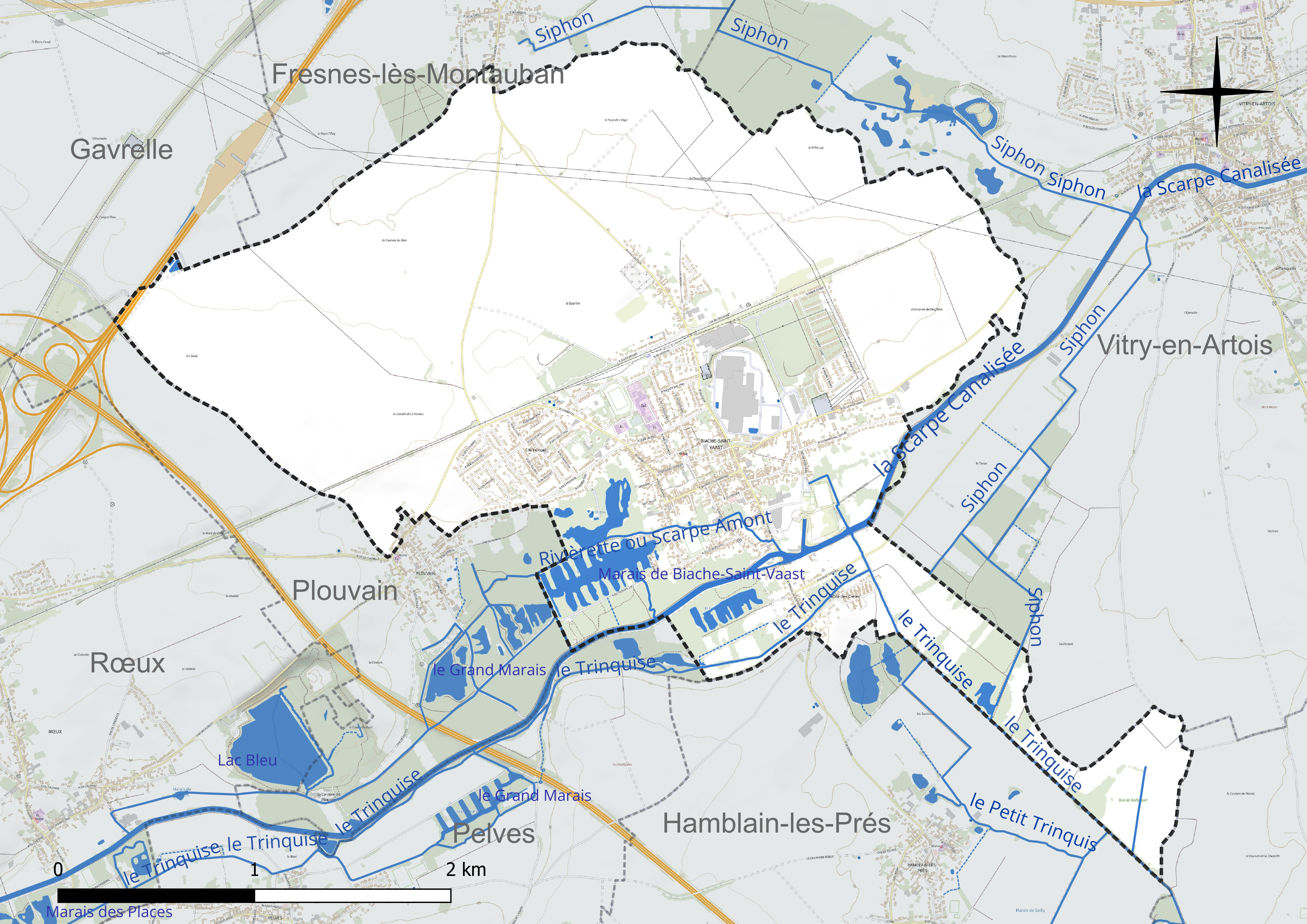
Réseau hydrographique de Biache-Saint-Vaast[Note 1].
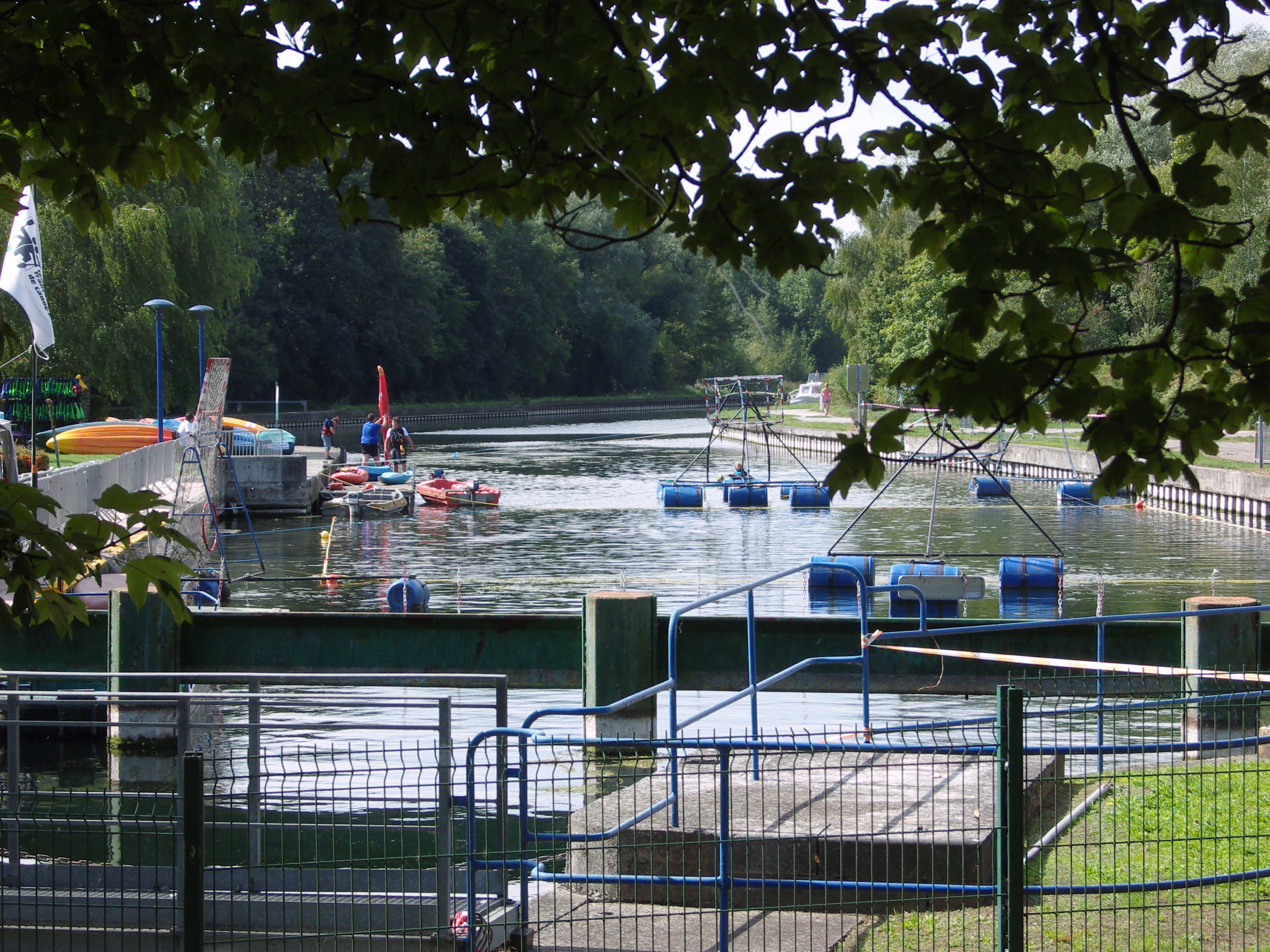
La Scarpe et la base nautique.
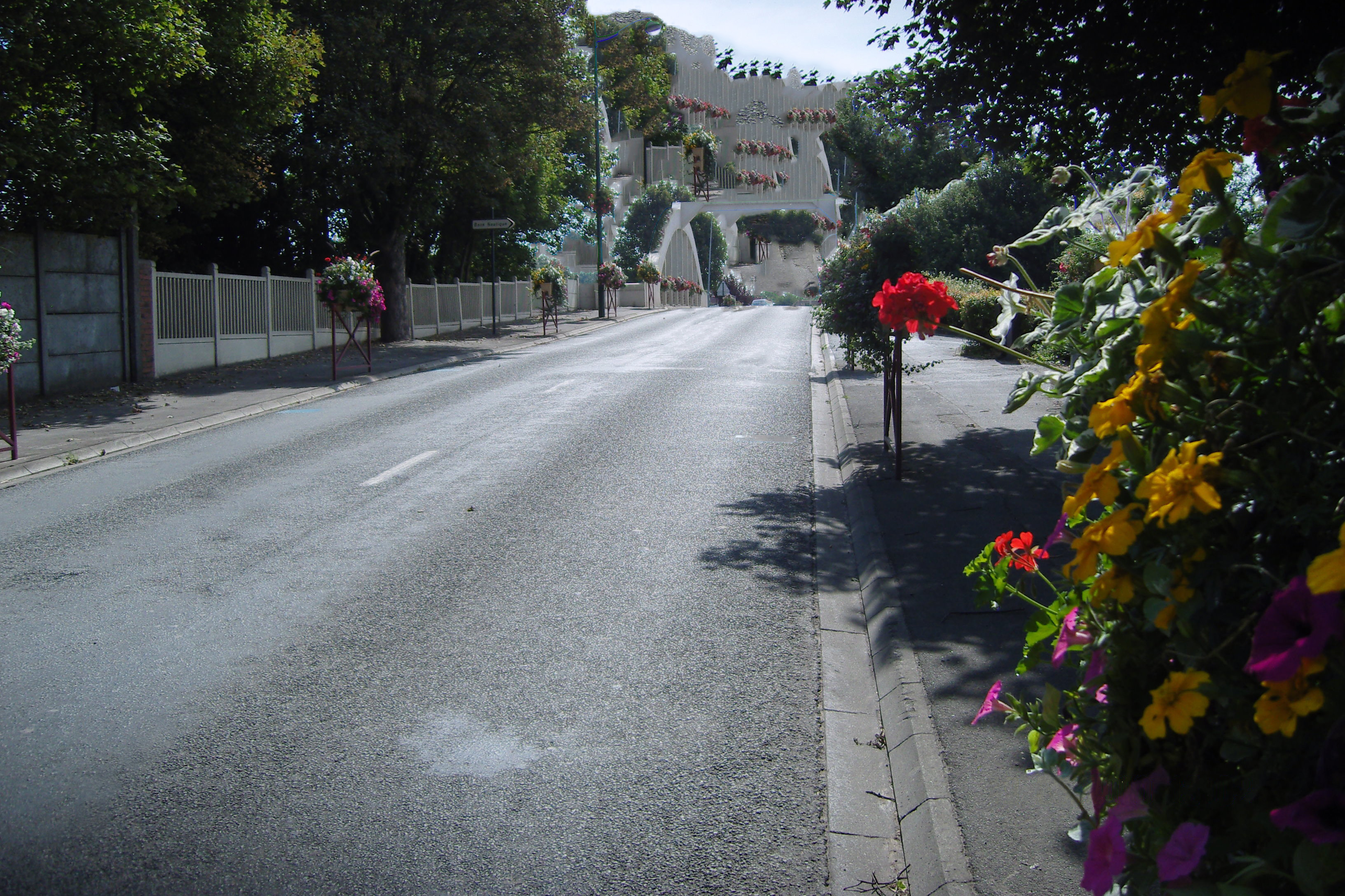
Le pont sur la Scarpe.

### Climat
Le climat est de type océanique tempéré, comme dans tout le département du Pas-de-Calais. Cela se caractérise par des hivers doux et des étés frais. Biache-Saint-Vaast, se situe dans le Pays d'Artois, qui est la zone la plus arrosée du Nord Pas-de-Calais, avec environ 1 000 mm/an.
La station météo de référence la plus proche est celle de Lille-Lesquin :
| Mois                              | jan.  | fév.  | mars  | avril | mai   | juin | jui.  | août  | sep.  | oct.  | nov. | déc.  | année |
| --------------------------------- | ----- | ----- | ----- | ----- | ----- | ---- | ----- | ----- | ----- | ----- | ---- | ----- | ----- |
| Température minimale moyenne (°C) | 1,2   | 1,3   | 3,6   | 5,4   | 8,6   | 11,7 | 13,8  | 13,6  | 11,2  | 8,1   | 4,4  | 1,9   | 7,1   |
| Température moyenne (°C)          | 3,6   | 4,1   | 8,6   | 9,8   | 13,4  | 16,2 | 18,6  | 18,5  | 15,5  | 11,6  | 7,1  | 4,1   | 10,8  |
| Température maximale moyenne (°C) | 6     | 6,9   | 10,6  | 14,1  | 17,9  | 20,6 | 23,3  | 23,3  | 19,7  | 15,2  | 9,8  | 6,4   | 14,5  |
| Record de froid (°C)              | −19,5 | −17,8 | −10,5 | −4,7  | −2,3  | 0    | 3,4   | 3,9   | 1,2   | −4,4  | −7,8 | −17,3 | −19,5 |
| Record de chaleur (°C)            | 15,2  | 19    | 22,7  | 27,9  | 31,7  | 34,8 | 41,5  | 36,6  | 33,8  | 27,8  | 20,3 | 15,9  | 41,5  |
| Ensoleillement (h)                | 65,5  | 70,7  | 121,1 | 172,2 | 193,9 | 206  | 211,3 | 199,3 | 151,6 | 114,4 | 61,4 | 49,6  | 742,5 |
| Précipitations (mm)               | 60,5  | 47,4  | 58,3  | 50,7  | 64    | 64,6 | 68,5  | 62,5  | 61,6  | 66,2  | 70,1 | 67,8  | 742,5 |

| Diagramme climatique                                  |            |             |             |           |              |              |              |              |             |            |            |
| J                                                     | F          | M           | A           | M         | J            | J            | A            | S            | O           | N          | D          |
| 61,260,5                                              | 6,91,347,4 | 10,63,658,3 | 14,15,450,7 | 17,98,664 | 20,611,764,6 | 23,313,868,5 | 23,313,662,5 | 19,711,261,6 | 15,28,166,2 | 9,84,470,1 | 6,41,967,8 |
| Moyennes : • Temp. maxi et mini °C • Précipitation mm |            |             |             |           |              |              |              |              |             |            |            |

Il existe également une station à Biache-Saint-Vaast, permettant d'obtenir des données et des records météorologiques locaux :
| Mois                                               | jan.           | fév.           | mars            | avril          | mai            | juin           | jui.           | août           | sep.           | oct.             | nov.             | déc.             | année           |
| -------------------------------------------------- | -------------- | -------------- | --------------- | -------------- | -------------- | -------------- | -------------- | -------------- | -------------- | ---------------- | ---------------- | ---------------- | --------------- |
| Température minimale moyenne (°C)                  | 2,3            | 2,4            | 3,7             | 5,8            | 9,3            | 12,7           | 14,6           | 14,1           | 11,2           | 8,5              | 4,9              | 3,7              | 7,8             |
| Température moyenne (°C)                           | 4,7            | 5,3            | 7,5             | 11             | 14,5           | 17,9           | 19,7           | 19,1           | 15,9           | 12,1             | 7,8              | 6                | 11,8            |
| Température maximale moyenne (°C)                  | 7              | 8,5            | 11,6            | 16,8           | 20,3           | 23,6           | 25,4           | 24,8           | 21             | 15,8             | 10,6             | 8,3              | 16,1            |
| Record de froid (°C) date du record                | −20,5 8/1/1985 | −12,5 7/2/1991 | −12 13/3/2013   | −4,7 2/4/2013  | −1,5 5/5/1996  | 1 2/6/1962     | 4,1 17/7/1971  | 0,8 17/8/1966  | 0 19/9/1977    | −6 30/10/1997    | −9,6 23/11/1998  | −12,5 29/12/1996 | −20,5 8/1/1985  |
| Record de chaleur (°C) date du record              | 15,4 9/1/2015  | 19 24/2/2021   | 25 31/3/2021    | 28,5 20/4/2018 | 31,3 27/5/2005 | 36 27/6/2011   | 42,1 25/7/2019 | 36,8 12/8/2024 | 34 9/9/2023    | 27,2 2/10/2023   | 20,2 7/11/2015   | 15,6 31/12/2022  | 42,1 25/07/2019 |
| Nombre de jours avec température minimale ≤ −10 °C | 0              | 0              | 0,3             | 0              | 0              | 0              | 0              | 0              | 0              | 0                | 0                | 0,1              | 0,4             |
| Nombre de jours avec température minimale ≤ –5 °C  | 0,8            | 1,1            | 0,5             | 0              | 0              | 0              | 0              | 0              | 0              | 0                | 0                | 0,1              | 2,5             |
| Nombre de jours avec gel                           | 8,7            | 7,3            | 5,6             | 1,6            | 0              | 0              | 0              | 0              | 1,1            | 1,1              | 3,1              | 8                | 36,5            |
| Nombre de jours avec température maximale ≤ 0 °C   | 7,5            | 6,5            | 3,3             | 0,8            | 0              | 0              | 0              | 0              | 0              | 0                | 2                | 6,1              | 26,2            |
| Nombre de jours avec température maximale ≥ 25 °C  | 0              | 0              | 0,3             | 1,8            | 5,3            | 10,9           | 16,1           | 13             | 3,7            | 0,1              | 0                | 0                | 51,2            |
| Nombre de jours avec température maximale ≥ 30 °C  | 0              | 0              | 0               | 0              | 0,8            | 2,4            | 4,5            | 4,1            | 0,6            | 0                | 0                | 0                | 12,4            |
| Nombre de jours avec température maximale ≥ 35 °C  | 0              | 0              | 0               | 0              | 0              | 0,3            | 1              | 1              | 0              | 0                | 0                | 0                | 2,3             |
| Record de vent (km/h) date du record               | 126 25/1/1990  | 144 28/2/1990  | 125,6 10/3/2019 | 91,8 27/4/2019 | 90 2/5/2003    | 93,6 23/6/2004 | 93,6 27/7/2018 | 95,4 12/8/2008 | 90 9/9/1998    | 115,2 27/10/2002 | 115,2 11/11/1992 | 133,2 10/12/2000 | 144 28/2/1990   |
| Précipitations (mm)                                | 56,2           | 52,4           | 50,4            | 31,6           | 51,8           | 38,2           | 44,1           | 57             | 48,1           | 41               | 65               | 66,7             | 602,5           |
| Record de pluie en 24 h (mm) date du record        | 23,9 14/1/2021 | 23,7 8/2/1991  | 35 5/3/2012     | 35 26/4/2003   | 52 30/5/2016   | 40,5 24/6/1969 | 77,1 3/7/2005  | 67 25/8/1990   | 45,2 20/9/2014 | 52,4 10/10/2013  | 32 13/11/2010    | 30,2 11/12/2017  | 77,1 3/7/2005   |
| Nombre de jours avec précipitations                | 14,1           | 11,4           | 12,6            | 8,9            | 8,1            | 6,9            | 6,4            | 9              | 9              | 7,9              | 11,8             | 13,2             | 119,3           |
| dont nombre de jours avec précipitations ≥ 5 mm    | 4,6            | 4,1            | 4               | 2,5            | 3              | 3,2            | 2              | 3,7            | 3,7            | 2,5              | 4,9              | 4,4              | 42,6            |
| Relevé pluviométrique en 2017 (mm)                 | 35,8           | 54,9           | 43,1            | 5,4            | 35,8           | 45,2           | 29,6           | 59,5           | 66,2           | 27,2             | 81,6             | 137,1            | 621,4           |
| Relevé pluviométrique en 2018 (mm)                 | 106,6          | 20,7           | 53,4            | 41             | 55,2           | 16,2           | 16,6           | 60,6           | 62             | 32,3             | 28,5             | 78,2             | 571,3           |
| Relevé pluviométrique en 2019 (mm)                 | 32,5           | 39,8           | 67,2            | 40             | 24             | 34,5           | 42,8           | 25             | 33,5           | 47,2             | 49,7             | 46,9             | 483,1           |
| Relevé pluviométrique en 2020 (mm)                 | 24,2           | 79,7           | 54,1            | 21,2           | 4,8            | 26,2           | 20,9           | 47,9           | 55,9           | 94,1             | 20,9             | 56,3             | 498,2           |
| Relevé pluviométrique en 2021 (mm)                 | 104,5          | 37,5           | 42,6            | 19,8           | 85,4           | 86,6           | 81,1           | 49,5           | 28             | 109,2            | 58,7             | 66,9             | 769,8           |
| Relevé pluviométrique en 2022 (mm)                 | 59,9           | 34,6           | 7,4             | 11,3           | 43,1           | 56             | 10,6           | 13,3           | 61,8           | 65               | 63,5             | 77,6             | 553,2           |
| Relevé pluviométrique en 2023 (mm)                 | 62,8           | 7,3            | 94,3            | 45,3           | 43,9           | 17,7           | 101,7          | 59,7           | 35,6           |                  |                  |                  | 468,3           |

- Tableaux des températures moyennes minimales et maximales en 2017, 2018, 2019 & 2020

Voici, ci-dessous, trois tableaux présentant les températures moyennes minimales et maximales, enregistrées sur les quatre dernières années de la décennie 2010, les années 2017, 2018, 2019 & 2020 années les plus chaudes mesurées à Biache.
2017
| Mois                              | jan. | fév. | mars | avril | mai  | juin | jui. | août | sep. | oct. | nov. | déc. | année |
| --------------------------------- | ---- | ---- | ---- | ----- | ---- | ---- | ---- | ---- | ---- | ---- | ---- | ---- | ----- |
| Température minimale moyenne (°C) | −0,8 | 3,8  | 5,5  | 4,9   | 10,8 | 14,4 | 14,5 | 14,2 | 11,2 | 10,3 | 3,9  | 2,7  | 7,9   |
| Température maximale moyenne (°C) | 4,1  | 8,9  | 14,3 | 16    | 21,9 | 25,7 | 24,7 | 24,2 | 19,7 | 17,4 | 10,3 | 7,3  | 16,2  |

2018
| Mois                              | jan. | fév. | mars | avril | mai  | juin | jui. | août | sep. | oct. | nov. | déc. | année |
| --------------------------------- | ---- | ---- | ---- | ----- | ---- | ---- | ---- | ---- | ---- | ---- | ---- | ---- | ----- |
| Température minimale moyenne (°C) | 3,9  | −1,1 | 2,6  | 8,1   | 10,4 | 12,9 | 16,8 | 15,2 | 11,1 | 8,1  | 5    | 4,2  | 8,1   |
| Température maximale moyenne (°C) | 8,6  | 5    | 9,8  | 18,8  | 23,1 | 24,5 | 29   | 25,1 | 21   | 17,2 | 10,4 | 8,8  | 16,8  |

2019
| Mois                              | jan. | fév. | mars | avril | mai  | juin | jui. | août | sep. | oct. | nov. | déc. | année |
| --------------------------------- | ---- | ---- | ---- | ----- | ---- | ---- | ---- | ---- | ---- | ---- | ---- | ---- | ----- |
| Température minimale moyenne (°C) | 1,7  | 2,5  | 5,8  | 6     | 8,2  | 13,2 | 15   | 14,6 | 11,7 | 10,3 | 7    | 4,9  | 8,4   |
| Température maximale moyenne (°C) | 5,9  | 11,2 | 13   | 16,6  | 18,1 | 25,2 | 26,7 | 25,7 | 21,5 | 15,4 | 10   | 9,6  | 16,6  |

2020
| Mois                              | jan. | fév. | mars | avril | mai  | juin | jui. | août | sep. | oct. | nov. | déc. | année |
| --------------------------------- | ---- | ---- | ---- | ----- | ---- | ---- | ---- | ---- | ---- | ---- | ---- | ---- | ----- |
| Température minimale moyenne (°C) | 4    | 4,8  | 3,7  | 6,7   | 8,8  | 12,2 | 12,9 | 15,7 | 11,7 | 8,5  | 5,3  | 4,1  | 8,2   |
| Température maximale moyenne (°C) | 8,7  | 10,7 | 11,9 | 19,7  | 21,6 | 23   | 23,9 | 26,4 | 21,7 | 14,1 | 11,7 | 8,3  | 16,8  |

### Milieux naturels et biodiversité

#### Zones naturelles d'intérêt écologique, faunistique et floristique
L’inventaire des zones naturelles d'intérêt écologique, faunistique et floristique (ZNIEFF) a pour objectif de réaliser une couverture des zones les plus intéressantes sur le plan écologique, essentiellement dans la perspective d’améliorer la connaissance du patrimoine naturel national et de fournir aux différents décideurs un outil d’aide à la prise en compte de l’environnement dans l’aménagement du territoire.
Le territoire communal comprend deux ZNIEFF de type 1 : 
- les marais de Biache-St-Vaast à Saint-Laurent-Blangy, d’une superficie de 601 ha. Cet ensemble de marais s’inscrit dans le système alluvial de la moyenne vallée de la Scarpe, base fondatrice de la trame verte et bleue. Aménagé pour diverses activités humaines (accueil du public, pêche, loisirs…), il constitue néanmoins un cœur de nature sur le plan de la biodiversité[11] ;
- le marais de Vitry-en-Artois, d’une superficie de 214 ha et d'une altitude variant de 42  à   53 mètres. Ce site est une zone alluviale de la Scarpe qui sert pour la nidification, le stationnement et l’hivernage des oiseaux aquatiques[12].

et une ZNIEFF de type 2 : la vallée de la Scarpe entre Arras et Vitry-en-Artois, d’une superficie de 1 632 ha et d'une altitude variant de 43  à   62 mètres. Sur ce site alluvial inondable plus ou moins tourbeux on y trouve des sites remarquables : le marais de Vitry en Artois, le marais du pont à Rœux et le secteur des anciennes tourbières de Plouvain et Biache-Saint-Vaast.

Carte des ZNIEFF de type 1 et 2 dans la commune
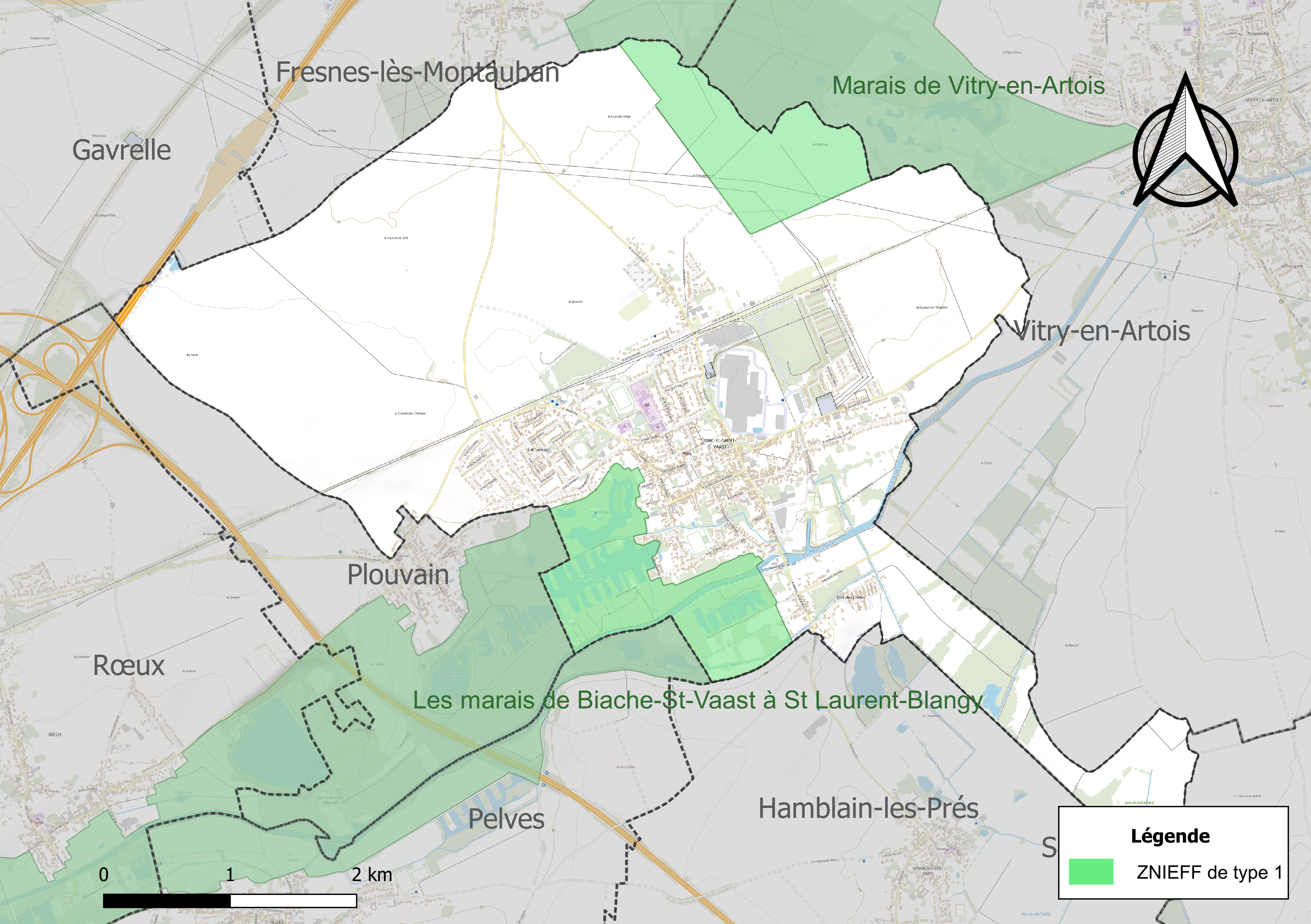
Carte des ZNIEFF de type 1 dans la commune.
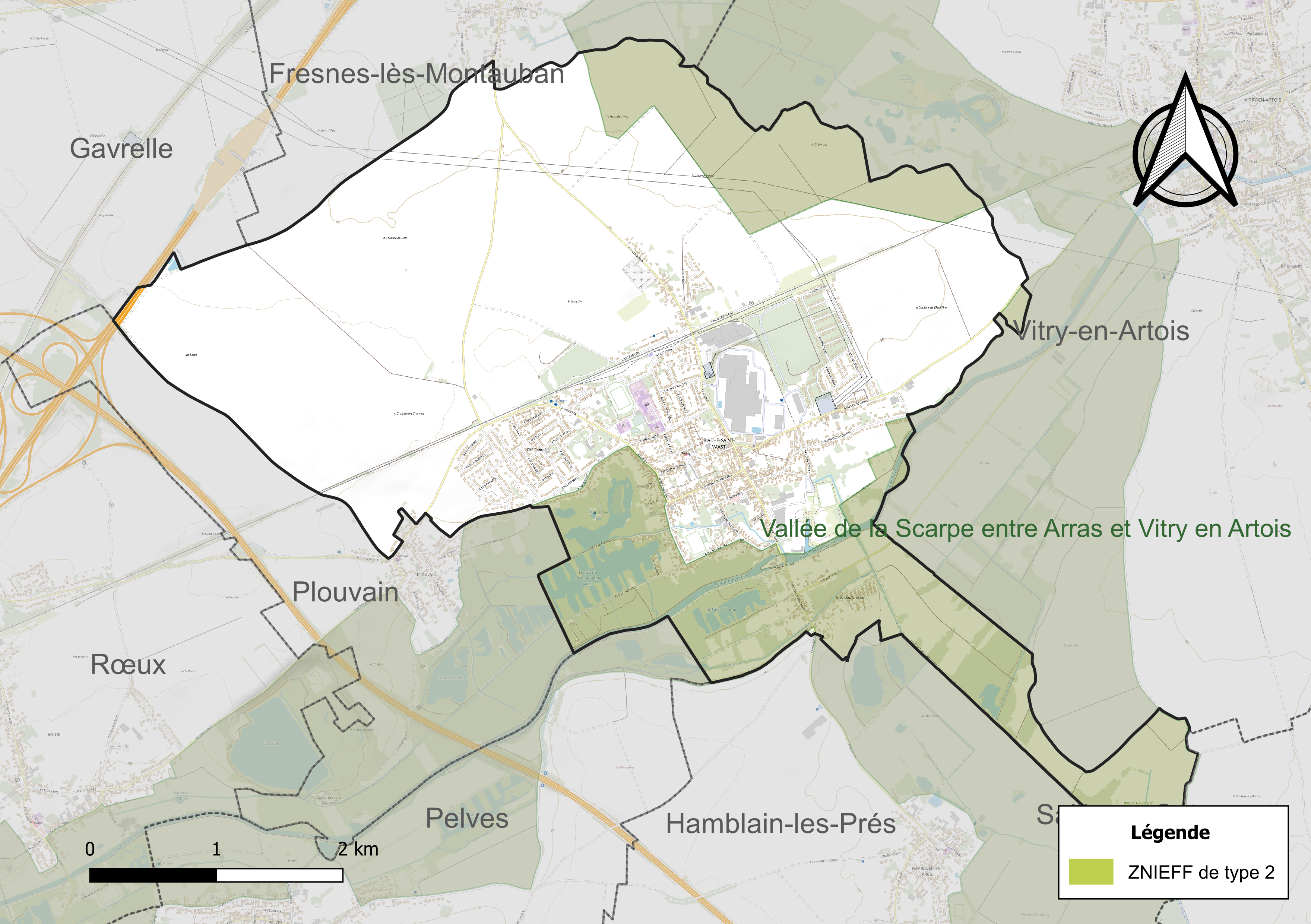
Carte de la ZNIEFF de type 2 dans la commune.

## Urbanisme

### Typologie
Au 1er janvier 2024, Biache-Saint-Vaast est catégorisée ceinture urbaine, selon la nouvelle grille communale de densité à sept niveaux définie par l'Insee en 2022.
Elle appartient à l'unité urbaine de Biache-Saint-Vaast, une agglomération intra-départementale regroupant deux  communes, dont elle est ville-centre,,. Par ailleurs la commune fait partie de l'aire d'attraction d'Arras, dont elle est une commune de la couronne,. Cette aire, qui regroupe 163 communes, est catégorisée dans les aires de 50 000 à moins de 200 000 habitants,.

### Occupation des sols
L'occupation des sols de la commune, telle qu'elle ressort de la base de données européenne d’occupation biophysique des sols Corine Land Cover (CLC), est marquée par l'importance des territoires agricoles (67 % en 2018), en diminution par rapport à 1990 (70,9 %). La répartition détaillée en 2018 est la suivante : 
terres arables (65,4 %), zones urbanisées (20,2 %), zones humides intérieures (5,8 %), zones industrielles ou commerciales et réseaux de communication (4 %), forêts (2,9 %), prairies (1,7 %). L'évolution de l’occupation des sols de la commune et de ses infrastructures peut être observée sur les différentes représentations cartographiques du territoire : la carte de Cassini (XVIIIe siècle), la carte d'état-major (1820-1866) et les cartes ou photos aériennes de l'IGN pour la période actuelle (1950 à aujourd'hui).

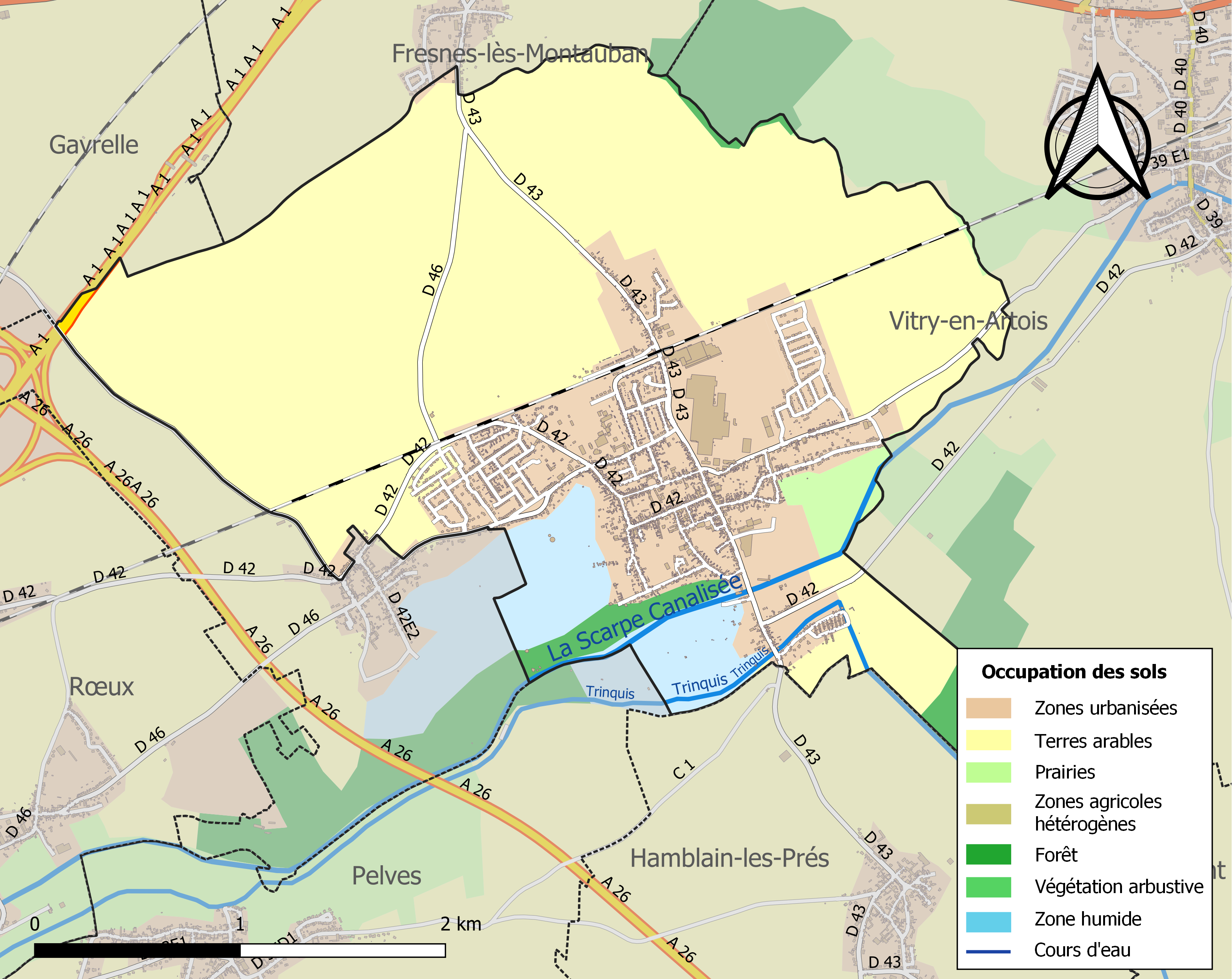
Carte des infrastructures et de l'occupation des sols de la commune en 2018 (CLC).

### Morphologie urbaine
La commune de Biache-Saint-Vaast est une commune semi-urbaine, située en périphérie des deux agglomérations Arras et Douai.
La commune forme avec Plouvain, l'aire urbaine de Biache-Saint-Vaast, regroupant 4 923 habitants, en 2020.
| Nom                | Code Insee | Statut | Superficie (km2) | Population (dernière pop. légale) | Densité (hab./km2) |
| ------------------ | ---------- | ------ | ---------------- | --------------------------------- | ------------------ |
| Biache-Saint-Vaast | 62128      |        | 9,29             | 4 002 (2014)                      | 431                |
| Plouvain           | 62660      |        | 2,41             | 457 (2014)                        | 190                |

### Logement
| Logements                                        | Nombre en 2016 | % en 2016 | nombre en 2011 | % en 2011 |
| ------------------------------------------------ | -------------- | --------- | -------------- | --------- |
| Total                                            | 1 757          | 100 %     | 1 677          | 100 %     |
| Résidences principales                           | 1 639          | 93,3 %    | 1 581          | 94,3 %    |
| → Dont HLM                                       | 145            | 8,9 %     | 114            | 7,2 %     |
| Résidences secondaires et logements occasionnels | 14             | 0,8 %     | 13             | 0,8 %     |
| Logements vacants                                | 104            | 5,9 %     | 83             | 4,9 %     |
| Dont :                                           |                |           |                |           |
| → maisons                                        | 1 604          | 91,3 %    | 1 546          | 92,2 %    |
| → appartements                                   | 147            | 8,4 %     | 125            | 7,5 %     |

### Voies de communication et transports

#### Voies routières
- Biache-Saint-Vaast se situe à proximité des autoroutes A1 reliant Paris à Lille et l'A26 reliant Calais à Troyes et également à proximité des Routes Européennes E15 et E17.

La commune est également à proximité de la D 950, à partir du village de Fresnes, qui va être rejointe par la route départementale D 43
- Biache-Saint-Vaast est desservie par deux échangeurs routiers, sur l'autoroute A1, par la sortie no 16 : Arras-centre, dans le sens Lille-Paris et par la sortie no 16 : Douai-centre, dans le sens Paris-Lille et
- La commune est également desservie par la route départementale D 42, reliant Saint-Laurent-Blangy à Vitry-En-Artois, la route départementale D 43 reliant Fresnes-lès-Montauban à Tortequesnes et la route départementale D 46 reliant Rœux à Libercourt ainsi que par les chemins communaux C1 et C4.

| 102 odonymes recensés à Biache-Saint-Vaast au 6 novembre 2020 | 102 odonymes recensés à Biache-Saint-Vaast au 6 novembre 2020 | 102 odonymes recensés à Biache-Saint-Vaast au 6 novembre 2020 | 102 odonymes recensés à Biache-Saint-Vaast au 6 novembre 2020 | 102 odonymes recensés à Biache-Saint-Vaast au 6 novembre 2020 | 102 odonymes recensés à Biache-Saint-Vaast au 6 novembre 2020 | 102 odonymes recensés à Biache-Saint-Vaast au 6 novembre 2020 | 102 odonymes recensés à Biache-Saint-Vaast au 6 novembre 2020 | 102 odonymes recensés à Biache-Saint-Vaast au 6 novembre 2020 | 102 odonymes recensés à Biache-Saint-Vaast au 6 novembre 2020 | 102 odonymes recensés à Biache-Saint-Vaast au 6 novembre 2020 | 102 odonymes recensés à Biache-Saint-Vaast au 6 novembre 2020 | 102 odonymes recensés à Biache-Saint-Vaast au 6 novembre 2020 | 102 odonymes recensés à Biache-Saint-Vaast au 6 novembre 2020 | 102 odonymes recensés à Biache-Saint-Vaast au 6 novembre 2020 | 102 odonymes recensés à Biache-Saint-Vaast au 6 novembre 2020 |
| Avenue                                                        | Chemin                                                        | Cité                                                          | Domaine                                                       | Impasse                                                       | Parc                                                          | Place                                                         | Pont                                                          | Résidence                                                     | Rue                                                           | Ruelle                                                        | Square                                                        | Total                                                         |                                                               |                                                               |                                                               |
| ------------------------------------------------------------- | ------------------------------------------------------------- | ------------------------------------------------------------- | ------------------------------------------------------------- | ------------------------------------------------------------- | ------------------------------------------------------------- | ------------------------------------------------------------- | ------------------------------------------------------------- | ------------------------------------------------------------- | ------------------------------------------------------------- | ------------------------------------------------------------- | ------------------------------------------------------------- | ------------------------------------------------------------- | ------------------------------------------------------------- | ------------------------------------------------------------- | ------------------------------------------------------------- |
| 1                                                             | 6                                                             | 2                                                             | 1                                                             | 6                                                             | 2                                                             | 5                                                             | 1                                                             | 11                                                            | 65                                                            | 2                                                             | 1                                                             | 102                                                           |                                                               |                                                               |                                                               |
| Notes « N »                                                   |                                                               |                                                               |                                                               |                                                               |                                                               |                                                               |                                                               |                                                               |                                                               |                                                               |                                                               |                                                               |                                                               |                                                               |                                                               |
| Sources :                                                     |                                                               |                                                               |                                                               |                                                               |                                                               |                                                               |                                                               |                                                               |                                                               |                                                               |                                                               |                                                               |                                                               |                                                               |                                                               |

#### Voies ferroviaires

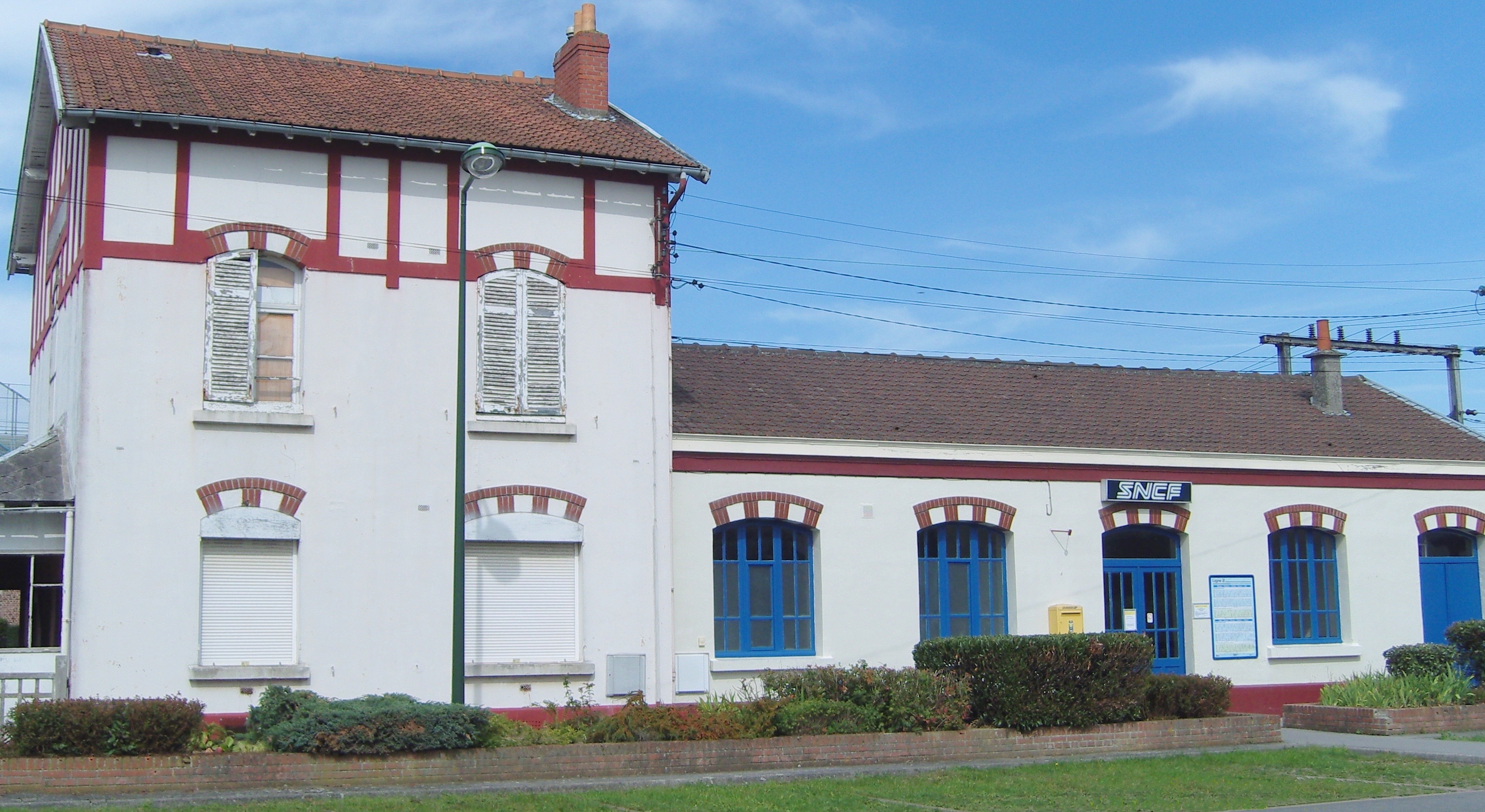
La gare.

La gare de Biache-Saint-Vaast est située entre les gares de Rœux et de Vitry-en-Artois sur la ligne de Paris-Nord à Lille.
Elle est desservie par des trains TER Hauts-de-France qui effectuent des missions entre les gares : d'Achiet et de Douai ; d'Arras et de Douai ou Lille-Flandres.
Elle est desservie par les lignes suivantes :
| Ligne | Itinéraire                                                              |
| ----- | ----------------------------------------------------------------------- |
| K43   | Arras ↔ Douai ↔ Valenciennes                                            |
| K44   | Lille-Flandres ↔ Douai ↔ Arras ↔ Amiens                                 |
| K45   | Lille-Flandres ↔ Douai ↔ Arras ↔ Amiens ↔ Abancourt ↔ Rouen-Rive-Droite |
| P44   | Arras ↔ Douai                                                           |

#### Transport aérien
La commune est située à proximité des aérodromes de Vitry-en-Artois et Roclincourt.
L'aéroport le plus proche est Lille-Lesquin situé a 40 km au nord-est, l'aéroport de Paris-Charles-de-Gaulle, se situe à 170 km au sud et l'aéroport de Bruxelles, se situe à 150 km au nord-est.

#### Transports en commun
La commune est desservie par la ligne suivante :
| Ligne | Parcours         |
| ----- | ---------------- |
| 414   | Arras ↔ Corbehem |

Le transport est assuré par la compagnie Fouache, ainsi que Oscar anciennement Colvert, pour le transport scolaire.
La commune, possède également un service de transport à la demande, depuis 2018.

### Risque Sismique
Le risque sismique sur le territoire de la commune est faible (zone 2 sur 5, du zonage de mai 2011).
| Type de zone | Niveau           | Définitions (bâtiment à risque normal) |
| ------------ | ---------------- | -------------------------------------- |
| Zone 2       | Sismicité faible | accélération = 0,7 m/s2                |

### Qualité de l'environnement
La commune essaye au maximum de favoriser l'environnement, avec par exemple la plantation d'arbres ou le fauchage des herbes tardif au parc. La commune laisse également volontairement des endroits sans désherbage ni fauchage au marais.

## Toponymie
Le nom de la localité est attesté sous les formes Bigartium en 765 ; Bigartu en 1098 ; Biarcium en 1148 ; Biarcum en 1160 ; Biarce en 1169 ; Biarc en 1174 ; Byarcium en 1180 ; Biarcæ, Biargium, Biarge, Biarche, Biartæ et Biartium au XIIe siècle ; Bigardæ en 1227 ; Bigardum en 1233 ; Biach en 1239 ; Biarch en 1271 ; Byach au XIIe siècle ; Byarch, Byarc en 1303 ; Biache-sous-Scarpe en 1793 ; Biache Saint Vaast en 1793 et Biache-Saint-Vaast depuis 1801.
Le nom de la localité a changé au cours des siècles et la terminaison Saint-Vaast, longtemps absente, apparaît pour la première fois en 1569, mais ne sera rajoutée de façon permanente, qu'à partir du XIXe siècle, même si la typographie Biache-Saint-Vaast, semble définitive depuis 1739, elle varie selon les différents documents.
Biache a pour origine le mot germanique bigard qui signifie « enclos » ou « jardin clos près de la maison ».
Saint-Vaast est un hagiotoponyme qui fait référence à Vaast d'Arras.
Durant la Révolution française, en 1793, la commune porte le nom de Biache-sous-Scarpe.

## Histoire

### Préhistoire

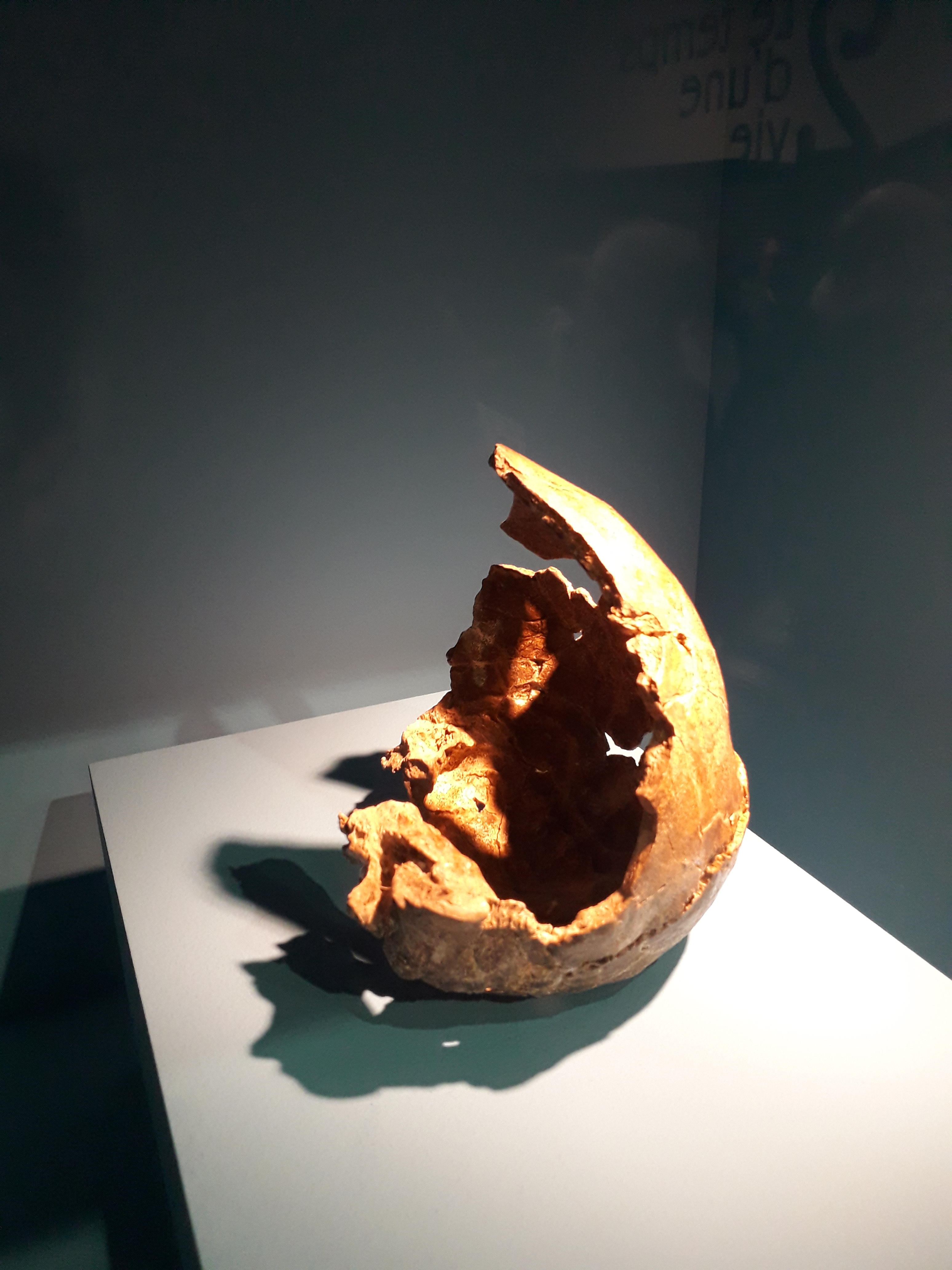
Crâne d'homme de Néandertal (peut-être féminin) retrouvé sur le site "Biache 1". Os fossile, environ 180000 ans avant notre ère.

Un site paléolithique vieux de 180 000 ans a été découvert en avril 1976, lors de la construction d’une usine métallurgique Usinor. Des fouilles de sauvetage, dirigées par A. Tuffreau, s'ensuivirent jusqu’en 1982 et ont permis de découvrir les restes de deux individus, des hommes de Néandertal, dont deux crânes incomplets (les plus anciens retrouvés dans la moitié Nord de la France),. Le site contenait aussi de nombreux ossements d’animaux et beaucoup d’outils en pierre, le tout dans un remarquable état de conservation. Le gisement a été détruit par la construction de l'usine qui a fermé ses portes vingt-cinq ans plus tard.
Une copie du crâne découvert est visible à la bibliothèque municipale et les restes des deux individus font partie des collections du musée d'Archéologie nationale de Saint-Germain-en-Laye.

### Époque mérovingienne
Présence d'un cimetière mérovingien, au lieu-dit « Le Trou du Rouge ».

### Moyen-Âge
En 870, l'archevêque Hincmar reconnaît la localité au nombre des possessions de l'abbaye Saint-Vaast.
Des lettres en parchemin datées du 3 octobre 1364 concernent un accord passé entre les échevins de Biache et les religieux de Saint-Vaast afin de fixer la largeur des vantelles des trois moulins que l'Abbaye possédait à Biache.
Ces mêmes vantelles devaient également rester ouvertes jour et nuit.
Il existait une seigneurie au Moyen-Âge, à Biache, le plus ancien seigneur connu était Pierre De Biache né vers 1390, qui fut chevalier et qui se maria avec Antoinette de Carnin, ils eurent une fille Colle De Biache née vers 1420, qui se maria avec Jean De Sempy.

### Époque moderne
Le 27 septembre 1507, 34 lois régissant la vie de la commune, sont créées, dans ce que l'on appelle les Coutumes de Biache.
En 1635, après de fortes gelées, les digues le long de la Scarpe seront rompues.
En 1694, il y avait un moulin situé près de l'écluse.

#### Seigneurs de Biache
- Vers 1440, le seigneur était Bauduin de Rely dit Baudechon[36].
- En 1506, le seigneur de Biache, était Jean Ier D'Assonleville[réf. nécessaire]
- En 1554, le seigneur était Jean II D'Assonleville[37],
- Vers 1560, le seigneur était Jean Malet de Coupigny,[réf. nécessaire]
- En 1592, le seigneur était Ponthus D'Assonleville[38],
- En 1615, le seigneur était Pierre D'Assonleville[réf. nécessaire].
- En 1632, le seigneur était Charles de Wasiers[39].
- Jacques Desbuissons Ier, fils de Pierre Desbuissons, bourgeois et échevin de Lille et d'Antoinette Castellain est seigneur de Biache dans les années 1620. Il est marchand, bourgeois et échevin de Lille, receveur des Bapaumes en 1653 et 1654. Il épouse à Lille le 16 novembre 1625 Marie de Fourmestraux (1608-1678), fille d'Étienne et de Catherine Imbert[40].
- Pierre Martin Desbuissons (1635-1698), fils de Jacques Ier, écuyer, est seigneur de Biache dans la seconde moitié du XVIIe siècle. Fils de Jacques Desbuissons et de Marie de Fourmestraux, il nait à Lille en avril 1635, devient bourgeois de Lille en 1674, échevin, rewart (responsable de la police) et mayeur de la ville. Il a fait partie en 1673-1674 des huit hommes choisis pour procéder au renouvellement de la cité de Lille[41]. Anobli par lettres données à Saint-Germain-en-Laye en janvier 1675, en même temps que son frère Jacques Desbuissons, seigneur de Hautevalle, les deux issus de la bourgeoisie de Lille[42], il meurt à Lille le 14 décembre 1698. Il épouse le 26 janvier 1674 Marie Gabrielle de Meester, morte à Lille en 1701, fille de Gabriel, seigneur de Sciweldere et de Marie Despature[43].
- Au XVIIe siècle, est dit seigneur de Biache, Charles Lefebvre-Delattre Ier, fils de Charles Lefebvre, grand bailli de la comté d'Herlies, et d'Isabeau Lamiot. Le seigneur de Biache épouse d'abord Françoise Roopère, fille de Gilles, et se marie ensuite avec Marie de Lannoy.Leur fils Charles Lefebvre-Delattre II succède à son père dans la seigneurie de Biache. Il prend pour femme Jossine Le Petit. Il n'est plus question de Biache ensuite dans cette famille[44].
- Vers 1750, Henri Joseph Rouvroy (1739-1769), écuyer, est seigneur de Biache. Il est le fils de Jacques François Alexandre Rouvroy, chevalier seigneur de Fournes, Capinghem, Treusignies, bourgeois de Lille, trésorier de France au bureau de la généralité de Lille, anobli, et de Marie Claire Joseph Bonne Jacops. Il nait à Lille en novembre 1739 (baptisé le 7 novembre 1739), devient lieutenant au régiment d'infanterie du Béarn, meurt le 25 décembre 1769, est enterré dans l'église Saint-Maurice de Lille[45].

#### Siège d'Arras
Durant le siège d'Arras, en août 1654, des garnisons françaises s'installèrent à Biache.

#### Siège de Douai
De 1710 à 1712, Biache fut un lieu stratégique lors du siège de Douai.
Le 2 juin 1710, Louis Arnaud De Brichanteau, Marquis de Nangis, aidé du Comte de Broglie, s'empare d'un moulin et de deux redoutes construits par les anglais aux alentours de Biache et des bataillons arrivèrent en renfort. Le même jour, le duc de Marlborough John Churchill visita le poste de Biache et y posta un officier avec des troupes.
Le poste de Biache est détruit le 3 juin et les français capturent 220 prisonniers, détruisent les écluses et bouchent le canal qui avait été créé par les anglais afin de relier la Scarpe à la Sensée.
Le maréchal Claude De Villars fait construire des forts et de nombreux retranchements le long de la Scarpe, depuis Biache, jusqu'au Pont-du-Gy.
En 1712, après la reprise de Douai, la Scarpe, qui fut détournée en 1710 afin que les Anglais alors retranchés à Douai ne puissent en bénéficier, retrouva son lit près de la commune.

#### Siège de Valenciennes
Lors du siège de Valenciennes, en 1793, des camps de l'armée française furent basés à Biache le long de la Scarpe.
Lors de l'attaque de Cambrai, le 8 août 1792, le Général Kilmaine commença sa retraite au camp de Biache en y établissant l'armée, après avoir repoussé l'ennemi à Marquion le même jour,.

#### Bataille de Hondschoote
Lors de la bataille de Hondschoote, en 1793, environ 20 000 hommes des troupes françaises sont postés au camp de Biache.

#### Révolution française
En prémices de la Révolution française, les habitants rédigent un procès-verbal le 25 mars 1789, et se constituent en assemblée le 30 mars 1789, afin de rédiger les cahiers de Doléances.

### Circonscriptions d'Ancien Régime
En 1789, Biache, fait partie de la Gouvernance d'Arras et suivait la coutume d'Artois.
L'église paroissiale Saint-Pierre, faisait partie du diocèse d'Arras, doyenné de Croisilles, district de Fampoux, l'abbé de Saint-Vaast, présentait à la cure.

### Dîmeries
Durant cette époque, Biache-Saint-Vaast  est une possession de l'abbaye Saint-Vaast près d'Arras — la localité lui doit d'ailleurs son nom — et lui devait des taxes.
- Bugnicamp
- Camp Renieu
- Champ Perdu
- Couture de Largilliere
- Couture vers Plouvain
- Fosse Harduin
- Fosse du Moulin
- Jardin Marin
- Jardin Ruban
- Laguy
- La Sauchelle
- Le Franc Marais de Biache
- Les Balocteaux
- Les Cortizeaux
- Marais de Vitry à la Communauté de Biache
- Martelois
- Razette
- Raze au Camp
- Sart
- Sous le Bois
- Voye du Coin
- Zeluichaud
- Zieves.

Un projet de jonction de l'Escaut jusqu'à la Scarpe, grâce à une canalisation de la Sensée de Bouchain à Douai, fut proposé par le gouvernement. Les États d'Artois, en désaccord, se réunissent en Assemblée le 18 novembre 1776 afin de proposer un projet de jonction de l'Escaut jusqu'à la Scarpe, en passant par la Sensée au niveau de Biache, qui était plus rapproché du centre de l'Artois. La canalisation se ferait de Lécluse à Sailly. Malgré tout, le projet n'aboutit pas et la jonction s'effectuera de Bouchain à Courchelettes.

### Histoire industrielle
La commune fut fortement industrialisée notamment avec :
- en 1846, l'acquisition de deux moulins à huile, par quatre associés, qui seront ensuite transformés en machine à laminer pour la fabrication de pièces de monnaie. Entre 1850 et 1901, l'usine produira des pièces pour plusieurs pays. Entre 1913 et 1914, l'usine fera des essais pour le concours de la pièce de 25 centimes ;
- en 1878, la création du premier atelier électrolytique de France à Biache, permettant la création de tôles et également de radiateurs de chauffage central ;
- en 1889, les usines de Biache, produisait environ 30 tonnes d'argent, ce qui à l'époque n'était égalé par aucune autre usine française[58] ;
- il y avait en 1890, dans les usines de Biache, environ 750 ouvriers ;
- en 1910, Sollac, comptait près de 800 ouvriers ;
- en 1963, il y avait plus de 1 000 ouvriers, à Sollac ;
- l'ouverture en février 1924, par la société "Fonderies, Laminoirs et Ateliers de Biache-Saint-Vaast", d'une cimenterie et d'une briquèterie. La briquèterie fermera en 1987 et la cimenterie en 1988 ;
- le groupe Usinor ou Sollac, dont l'usine de Biache était considérée comme un modèle pour toutes les usines Sollac de France et dont l'activité avait débuté en 1846, a fermé ses portes 156 ans plus tard le 18 juillet 2002.

Le site de l'ancienne cimenterie a été réhabilité en un parc de huit hectares et en une grande surface. Le site de l'ancienne usine Sollac est toujours occupé par différentes industries, comme Finimétal (Rettig), fabriquant encore des radiateurs ou encore UMCorporation.

### Biache et les guerres

#### Guerre franco-allemande de 1870
La commune connaît sa toute première Kommandantur.

#### Première Guerre mondiale
Comme beaucoup de communes du Nord-Pas-de-Calais, Biache est quasiment entièrement détruite pendant la guerre.
Avant la Bataille d'Arras, en avril 1917, la ligne de front se trouvait à environ 13 km à l'ouest et se retrouva à 3 km de la commune en décembre 1917. En décembre 1917, la commune se trouvait entre la ligne de front, 3 km à l'ouest et la ligne de repli, située 2 km à l'est.
La population civile (environ 2 000 personnes) est évacuée en février 1917 vers la Belgique. Les premiers habitants rentrent le 14 octobre 1918, découvrant un village entièrement détruit, y compris l'église Saint-Pierre.
L'abbaye Saint-Vaast d'Arras est entièrement détruite en octobre 1918. Elle a été en partie remplacée par l'église Saint-Pierre qui renferme des fonts baptismaux datant de 1547.
La commune est décorée de la croix de guerre 1914-1918, le 23 septembre 1920, distinction également attribuée à 276 autres communes du Pas-de-Calais,.

#### Seconde Guerre mondiale
Lors de la bataille de France, la ville est évacuée les 19 et 20 mai 1940. Une Kommandantur est installée dans l'actuelle rue Clemenceau.
Dans la nuit du 24 au 25 août 1942, trois ouvriers de la cimenterie sont abattus à l'arme automatique par un sous-officier allemand. Un quatrième ouvrier décèdera un an plus tard des suites de son incarcération.
Un monument a été érigé à côté de l'emplacement de l'ancienne cimenterie, afin de leur rendre hommage.
La commune est libérée le 1er septembre 1944.

## Politique et administration

### Rattachements administratifs et électoraux
La commune se trouve dans l'arrondissement d'Arras du département du Pas-de-Calais. Pour l'élection des députés, elle fait partie depuis 2012 de la première circonscription du Pas-de-Calais.
Elle faisait partie depuis 1801 du canton de Vitry-en-Artois. Dans le cadre du redécoupage cantonal de 2014 en France, la commune est désormais intégrée au canton de Brebières.

### Intercommunalité
Biache-Saint-Vaast était membre de la communauté de communes Osartis créée fin 1999 sous le nom de communauté de communes Scarpe-Sensée.
Celle dernière fusionne avec sa voisine pour former, au 1er janvier 2014, la communauté de communes Osartis Marquion dont est désormais membre la commune.

### Tendances politiques et résultats
| Élections présidentielles, résultats des deuxièmes tours.                                           | Élections présidentielles, résultats des deuxièmes tours. | Élections présidentielles, résultats des deuxièmes tours. | Élections présidentielles, résultats des deuxièmes tours. | Élections présidentielles, résultats des deuxièmes tours. | Élections présidentielles, résultats des deuxièmes tours. | Élections présidentielles, résultats des deuxièmes tours. | Élections présidentielles, résultats des deuxièmes tours. |
| Année                                                                                               | Élu                                                       | Élu                                                       | Élu                                                       | Battu                                                     | Battu                                                     | Battu                                                     | Participation                                             |
| --------------------------------------------------------------------------------------------------- | --------------------------------------------------------- | --------------------------------------------------------- | --------------------------------------------------------- | --------------------------------------------------------- | --------------------------------------------------------- | --------------------------------------------------------- | --------------------------------------------------------- |
| 2002                                                                                                | 77,09 %                                                   | Jacques Chirac                                            | RPR                                                       | 22,91 %                                                   | Jean-Marie Le Pen                                         | FN                                                        | 74,20 %                                                   |
| 2007                                                                                                | 41,74 %                                                   | Nicolas Sarkozy                                           | UMP                                                       | 58,26 %                                                   | Ségolène Royal                                            | PS                                                        | 82,30 %                                                   |
| 2012                                                                                                | 61,78 %                                                   | François Hollande                                         | PS                                                        | 38,22 %                                                   | Nicolas Sarkozy                                           | UMP                                                       | 78,44 %                                                   |
| 2017                                                                                                | 42,81 %                                                   | Emmanuel Macron                                           | EM                                                        | 57,19 %                                                   | Marine Le Pen                                             | FN                                                        | 76,43 %                                                   |
| 2022                                                                                                | %                                                         | Emmanuel Macron                                           | LREM                                                      | %                                                         | Marine Le Pen                                             | RN                                                        | %                                                         |
| Élections législatives, résultats des deux meilleurs scores du dernier tour de scrutin.             |                                                           |                                                           |                                                           |                                                           |                                                           |                                                           |                                                           |
| Année                                                                                               | Élu                                                       | Élu                                                       | Élu                                                       | Battu                                                     | Battu                                                     | Battu                                                     | Participation                                             |
| Biache-Saint-Vaast est répartie sur plusieurs circonscriptions, cf. les résultats des .             |                                                           |                                                           |                                                           |                                                           |                                                           |                                                           |                                                           |
| Avant 2010, Biache-Saint-Vaast est répartie sur plusieurs circonscriptions, cf. les résultats des . |                                                           |                                                           |                                                           |                                                           |                                                           |                                                           |                                                           |
| 2002                                                                                                | 68,23 %                                                   | Catherine Génisson                                        | SOC                                                       | 31,77 %                                                   | François Desmazière                                       | UMP                                                       | 54,19 %                                                   |
| 2007                                                                                                | 65,32 %                                                   | Catherine Génisson                                        | SOC                                                       | 34,68 %                                                   | Michel Ziolkowski                                         | UMP                                                       | 58,16 %                                                   |
| Après 2010, Biache-Saint-Vaast est répartie sur plusieurs circonscriptions, cf. les résultats de .  |                                                           |                                                           |                                                           |                                                           |                                                           |                                                           |                                                           |
| 2012                                                                                                | 65,02 %                                                   | Jean-Jacques Cottel                                       | PS                                                        | 34,98 %                                                   | Michel Petit                                              | UMP                                                       | 48,58 %                                                   |
| 2017                                                                                                | 50,78 %                                                   | Agnès Caudron                                             | FN                                                        | 49,22 %                                                   | Bruno Duvergé                                             | MoDem                                                     | 38,79 %                                                   |
| 2022                                                                                                | %                                                         |                                                           |                                                           | %                                                         |                                                           |                                                           | %                                                         |
| 2024                                                                                                | %                                                         |                                                           |                                                           | %                                                         |                                                           |                                                           | %                                                         |
| Élections européennes, résultats des deux meilleurs scores.                                         |                                                           |                                                           |                                                           |                                                           |                                                           |                                                           |                                                           |
| Année                                                                                               | Liste 1re                                                 | Liste 1re                                                 | Liste 1re                                                 | Liste 2e                                                  | Liste 2e                                                  | Liste 2e                                                  | Participation                                             |
| 2004                                                                                                | 29,65 %                                                   | Henri Weber                                               | PS                                                        | 16,59 %                                                   | Jacky Hénin                                               | PCF                                                       | 35,30 %                                                   |
| 2009                                                                                                | 19,43 %                                                   | Gilles Pargneaux                                          | PS                                                        | 15,43 %                                                   | Dominique Riquet                                          | LMAJ                                                      | 34,14 %                                                   |
| 2014                                                                                                | 44,54 %                                                   | Marine Le Pen                                             | FN                                                        | 11,18 %                                                   | Jérôme Lavrilleux                                         | UMP                                                       | 37,22 %                                                   |
| 2019                                                                                                | 44,94 %                                                   | Jordan Bardella                                           | RN                                                        | 13,87 %                                                   | Nathalie Loiseau                                          | LAREM                                                     | 52,10 %                                                   |
| 2024                                                                                                | %                                                         |                                                           |                                                           | %                                                         |                                                           |                                                           | %                                                         |
| Élections régionales, résultats des deux meilleurs scores.                                          |                                                           |                                                           |                                                           |                                                           |                                                           |                                                           |                                                           |
| Année                                                                                               | Liste 1re                                                 | Liste 1re                                                 | Liste 1re                                                 | Liste 2e                                                  | Liste 2e                                                  | Liste 2e                                                  | Participation                                             |
| 2004                                                                                                | 62,37 %                                                   | Daniel Percheron                                          | PS                                                        | 20,04 %                                                   | Jean-Paul Delevoye                                        | UMP                                                       | 61,42 %                                                   |
| 2010                                                                                                | 57,52 %                                                   | Daniel Percheron                                          | PS                                                        | 26,02 %                                                   | Marine Le Pen                                             | FN                                                        | 47,39 %                                                   |
| 2015                                                                                                | 50,08 %                                                   | Marine Le Pen                                             | FN                                                        | 49,92 %                                                   | Xavier Bertrand                                           | LR                                                        | 57,43 %                                                   |
| 2021                                                                                                | %                                                         |                                                           |                                                           | %                                                         |                                                           |                                                           | %                                                         |
| Élections cantonales, résultats des deux meilleurs scores du dernier tour de scrutin.               |                                                           |                                                           |                                                           |                                                           |                                                           |                                                           |                                                           |
| Année                                                                                               | Élu                                                       | Élu                                                       | Élu                                                       | Battu                                                     | Battu                                                     | Battu                                                     | Participation                                             |
| Biache-Saint-Vaast est répartie sur plusieurs cantons, cf. les résultats de ceux de .               |                                                           |                                                           |                                                           |                                                           |                                                           |                                                           |                                                           |
| 2001                                                                                                | %                                                         |                                                           |                                                           | %                                                         |                                                           |                                                           | %                                                         |
| 2004                                                                                                | 41,79 %                                                   | Martial Stienne                                           | PCF                                                       | 22,89 %                                                   | Jean-Pierre Hecquet                                       | PS                                                        | 59,76 %                                                   |
| 2008                                                                                                | %                                                         |                                                           |                                                           | %                                                         |                                                           |                                                           | %                                                         |
| 2011                                                                                                | 67,77 %                                                   | Martial Stienne                                           | PCF                                                       | 32,23 %                                                   | Dominique Denghin                                         | FN                                                        | 42,87 %                                                   |
| Élections départementales, résultats des deux meilleurs scores du dernier tour de scrutin.          |                                                           |                                                           |                                                           |                                                           |                                                           |                                                           |                                                           |
| Année                                                                                               | Élus                                                      | Élus                                                      | Élus                                                      | Battus                                                    | Battus                                                    | Battus                                                    | Participation                                             |
| Biache-Saint-Vaast est répartie sur plusieurs cantons, cf. les résultats de ceux de .               |                                                           |                                                           |                                                           |                                                           |                                                           |                                                           |                                                           |
| 2015                                                                                                | 60,00 %                                                   | Pierre Georget et Bénédicte Mésseanne-Grobelny            | PS                                                        | 40,00 %                                                   | Vincent Birmann et Agnès Caudron                          | FN                                                        | 45,81 %                                                   |
| 2021                                                                                                | %                                                         |                                                           |                                                           | %                                                         |                                                           |                                                           | %                                                         |
| Référendums.                                                                                        |                                                           |                                                           |                                                           |                                                           |                                                           |                                                           |                                                           |
| Année                                                                                               | Oui (national)                                            | Oui (national)                                            | Oui (national)                                            | Non (national)                                            | Non (national)                                            | Non (national)                                            | Participation                                             |
| 1992                                                                                                | 37,45 % (51,04 %)                                         | 37,45 % (51,04 %)                                         | 37,45 % (51,04 %)                                         | 62,55 % (48,96 %)                                         | 62,55 % (48,96 %)                                         | 62,55 % (48,96 %)                                         | 71,56 %                                                   |
| 2000                                                                                                | 70,21 % (73,21 %)                                         | 70,21 % (73,21 %)                                         | 70,21 % (73,21 %)                                         | 29,79 % (26,79 %)                                         | 29,79 % (26,79 %)                                         | 29,79 % (26,79 %)                                         | 27,15 %                                                   |
| 2005                                                                                                | 22,17 % (45,33 %)                                         | 22,17 % (45,33 %)                                         | 22,17 % (45,33 %)                                         | 77,83 % (54,67 %)                                         | 77,83 % (54,67 %)                                         | 77,83 % (54,67 %)                                         | 71,88 %                                                   |

### Liste des mayeurs d'Ancien Régime
Voici un tableau présentant les mayeurs connus de Blache-Saint-Vaast de 1507 à 1789
| Période | Période | Identité             | Étiquette | Qualité   |
| ------- | ------- | -------------------- | --------- | --------- |
| 1507    |         | Jean Lericque        |           |           |
|         | 1569    | Charles Cardevaque   |           |           |
| 1603    | 1615    | Étienne Rumault      |           | Laboureur |
| 1615    | 1629    | Jean-Jacques Rumault |           | Censier   |
| 1637    | 1663    | Antoine Deretz       |           | Laboureur |
| 1663    | 1680    | Pierre-Hubert Wartel |           | Laboureur |
| 1696    | 1700    | Charles Delevacque   |           | Censier   |
| 1702    | 1705    | Pierre-Hubert Wartel |           | Censier   |
| 1705    | 1705    | Hubert Delevacque    |           | Censier   |
| 1706    | 1741    | Adrien Pierre Gonsse |           | Censier   |
| 1750    |         | François Gonsse      |           | Censier   |
|         | 1789    | Jean-Michel Garret   |           | Laboureur |

### Jumelages
| Ville | Ville    | Pays | Pays    | Période     |
| ----- | -------- | ---- | ------- | ----------- |
|       | Tyszowce |      | Pologne | depuis 2007 |

## Équipements et services publics

### Espaces publics
La commune bénéficie du label « ville fleurie » avec trois fleurs attribuées depuis 2010 par le Conseil national des villes et villages fleuris de France au concours des villes et villages fleuris.
La ville dispose du label "Terre de jeux 2024" attribué par le comité national olympique et sportif et est membre du club olympe du Comité Départemental Olympique et Sportif.

### Enseignement
La commune est située dans l'académie de Lille et dépend, pour les vacances scolaires, de la zone B.
La commune administre deux établissements scolaires : l’école maternelle Charles-Perrault et l’école primaire Jean-de La Fontaine (anciennement Louis-Aragon), et le département gère le collège Germinal.
L’ancienne école primaire Jules-Ferry, accueille aujourd'hui l'espace Culture & Jeunesse, la bibliothèque et le centre de loisirs.

### Santé
En 2020, deux pharmacies sont présentes dans la commune, ainsi que deux cabinets de médecins; en tout cinq médecins sont présents dans la commune. La commune se situe à proximité des hôpitaux d'Arras et de Douai, ainsi que de la polyclinique de Bois-Bernard.
La commune est équipée d'un cabinet de dentiste ainsi que de deux cabinets d'infirmières.

### Justice, sécurité, secours et défense

#### Sécurité
Biache-Saint-Vaast, est équipée depuis 2017 de vingt-cinq caméras de vidéosurveillance, et a intégré la même année, le dispositif de voisins vigilants.

## Population et société

### Démographie
Les habitants de la commune sont appelés les Biachois.
Les habitants ont pour sobriquet les Boyaux rouges, comme tous les habitants de l'Artois.

#### Évolution démographique
L'évolution du nombre d'habitants est connue à travers les recensements de la population effectués dans la commune depuis 1793. Pour les communes de moins de 10 000 habitants, une enquête de recensement portant sur toute la population est réalisée tous les cinq ans, les populations de référence des années intermédiaires étant quant à elles estimées par interpolation ou extrapolation. Pour la commune, le premier recensement exhaustif entrant dans le cadre du nouveau dispositif a été réalisé en 2005.

En 2022, la commune comptait 4 519 habitants, en évolution de +11,36 % par rapport à 2016 (Pas-de-Calais : −0,72 %, France hors Mayotte : +2,11 %).
| 1793 | 1800 | 1806 | 1821 | 1831  | 1836  | 1841  | 1846  | 1851  |
| ---- | ---- | ---- | ---- | ----- | ----- | ----- | ----- | ----- |
| 683  | 792  | 797  | 957  | 1 068 | 1 034 | 1 090 | 1 187 | 1 242 |

| 1856  | 1861  | 1866  | 1872  | 1876  | 1881  | 1886  | 1891  | 1896  |
| ----- | ----- | ----- | ----- | ----- | ----- | ----- | ----- | ----- |
| 1 356 | 1 401 | 1 470 | 1 467 | 1 550 | 1 700 | 1 757 | 1 953 | 2 073 |

| 1901  | 1906  | 1911  | 1921  | 1926  | 1931  | 1936  | 1946  | 1954  |
| ----- | ----- | ----- | ----- | ----- | ----- | ----- | ----- | ----- |
| 2 131 | 2 212 | 2 273 | 1 676 | 2 164 | 2 427 | 2 352 | 2 483 | 2 971 |

| 1962  | 1968  | 1975  | 1982  | 1990  | 1999  | 2005  | 2006  | 2010  |
| ----- | ----- | ----- | ----- | ----- | ----- | ----- | ----- | ----- |
| 3 525 | 3 860 | 4 224 | 4 032 | 3 981 | 3 923 | 3 815 | 3 789 | 3 907 |

| 2015  | 2020  | 2022  | - | - | - | - | - | - |
| ----- | ----- | ----- | - | - | - | - | - | - |
| 4 010 | 4 413 | 4 519 | - | - | - | - | - | - |

Au XIIe siècle, la population était d'environ 175 habitants.
En 1469, la population était de 53 feux.
En 1789, la population était de 140 feux.

#### Pyramide des âges
En 2018, le taux de personnes d'un âge inférieur à 30 ans s'élève à 37,4 %, soit au-dessus de la moyenne départementale (36,7 %). À l'inverse, le taux de personnes d'âge supérieur à 60 ans est de 22,2 % la même année, alors qu'il est de 24,9 % au niveau départemental.
En 2018, la commune comptait 2 025 hommes pour 2 172 femmes, soit un taux de 51,75 % de femmes, légèrement supérieur au taux départemental (51,5 %).
Les pyramides des âges de la commune et du département s'établissent comme suit.
| Hommes | Classe d’âge | Femmes |
| ------ | ------------ | ------ |
| 0,5    | 90 ou +      | 1,0    |
| 4,6    | 75-89 ans    | 8,8    |
| 14,9   | 60-74 ans    | 14,4   |
| 19,4   | 45-59 ans    | 19,1   |
| 22,6   | 30-44 ans    | 20,0   |
| 16,5   | 15-29 ans    | 15,3   |
| 21,5   | 0-14 ans     | 21,5   |

| Hommes | Classe d’âge | Femmes |
| ------ | ------------ | ------ |
| 0,5    | 90 ou +      | 1,6    |
| 5,6    | 75-89 ans    | 8,9    |
| 16,7   | 60-74 ans    | 18,1   |
| 20,2   | 45-59 ans    | 19,2   |
| 18,9   | 30-44 ans    | 18,1   |
| 18,2   | 15-29 ans    | 16,2   |
| 19,9   | 0-14 ans     | 17,9   |

La population a commencé à s'accroître au début des années 1820, avec l'industrialisation et l'installation de nombreuses industries dans la commune, cependant, elle a chuté entre le milieu des années 70 et le milieu des années 2000, cela est dû à la fermeture de nombreuses industries dans la commune et aux alentours, cependant depuis le milieu des années 2000, la population a tendance à repartir à la hausse, du fait de la redynamisation de la ville.

### Médias
Le média à gros tirage quotidien paraissant à Biache est La Voix du Nord, traitant des informations locales comme régionales. D'autres journaux paraissent quotidiennement comme L'Avenir de l'Artois ou L'Observateur de l'Arrageois.

### Manifestations culturelles et festivités
- Concert gratuit en plein air annuel, le premier samedi, depuis juin 2008[112].
- La braderie-brocante, le premier dimanche de juillet.
- Grande ducasse annuelle, le second week-end de septembre.
- Feux d'artifice de la ducasse et du 14 juillet.

### Sports et loisirs

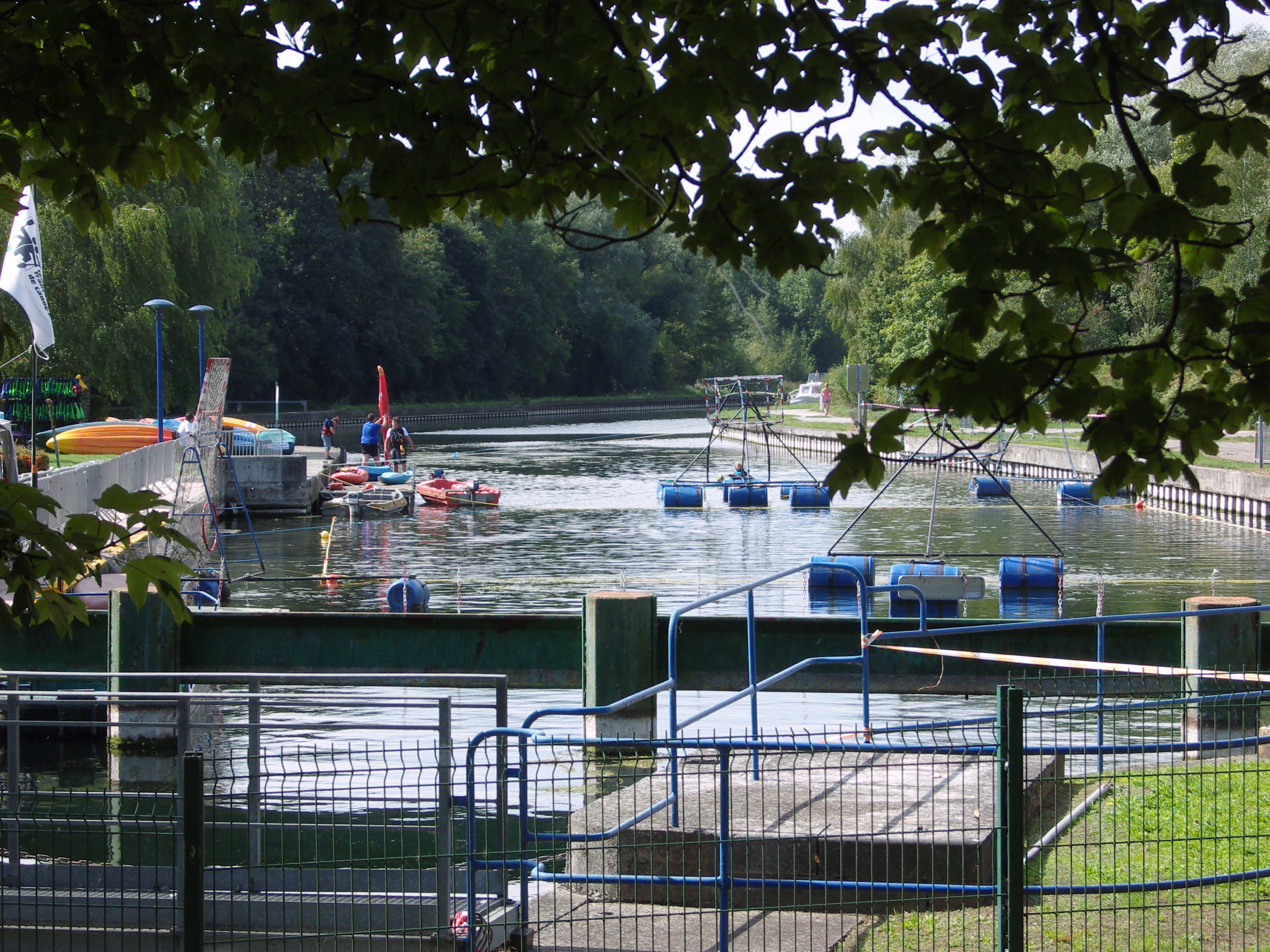
La base nautique de la Scarpe.

- Les salles de sports Émile-Huré, rue Gambetta ; dont une salle destinée à la pratique de la gymnastique
- Des boulodromes ;
- Un mur d'escalade, dans les salles de sport Émile-Huré ;
- Le Dojo municipal, rue Gambetta ;
- Sports nautique :
  - Base nautique de la Scarpe (kayak polo, etc.), rue Marcellin-Berthelot ;
  - Le Comité régional Nord-Pas-de-Calais de Canoë-Kayak ;
  - Canöe Kayak Biachois : pratique du Kayak-Polo et de la course en ligne
- Football :
  - L'équipe de football l'US Biache ;
  - Les trois terrains de football stade Louis-Deret, rue Jean-Jaurès, stade Bernard-Leroy, rue du 19-Mars-1962 et stade au parc de la Flânerie ;
  - Terrain multisport, au parc de la Flânerie.
- Tennis et tennis de table
  - Les deux courts de tennis, un au Marais, rue du 19-Mars-1962 et un en terre battue au parc de la Flânerie, rue du Maréchal-Foch.
  - Biache TT : club de tennis de table depuis 2022 dans la commune
- Handball : L'équipe de handball Handball Biache Vallée de Scarpe (HBVS) ;
- Athlétisme : 
  - Le club d'athlétisme :  l'US Biache Athlétisme ;
  - une piste synthétique 8 couloirs au Stade Louis Deret
- Sports de combat :
  - judo,
  - aïkido,
  - karaté,
  - full contact,
  - jujitsu ;
- Gymnastique :
  - Gym jeunesse,
  - Gym féminine ;
  - Gym Bien-être
- Natation :
  - la commune possédait autrefois une piscine, celle-ci fut fermée en 2007 et détruite en 2014. La piscine de remplacement, fut construite à Vitry-En-Artois.
- Randonnée et cyclisme :
  - La Balade biachoise,
  - Cylotourisme, section VTT : Les Pédaleux biachois
- Pêche : association Biache No Kill Carpe, avec obligation de remettre le poisson péché à l'eau. Une partie du marais leur est réservée.
- Carrom : Ch'ti Carrom Club : le seul club de billard indien des Hauts-de-France.
- Danse 
  - Studio Calypso : pratique de la danse contemporaire, hip-hop, Zumba et d'autres disciplines artistique

#### Équipement communal
- Parcours de santé, au parc de la Flânerie.
- Anneau de rollers de 1 kilomètre et skatepark au parc de la Flânerie.
- En janvier 2020, la commune a ouvert le premier cimetière pour animaux de l'Arrageois[113].

#### Événements sportifs
- Enduro de pêche au marais, avec l'association Biache No Kill Carpe, se déroulant tous les ans, l'avant-dernier week-end de mai.
- Trophée des sportifs de l'année organisé chaque année par la Municipalité en juin
- Forum des associations sportives le premier samedi du mois de septembre.
- Randonné André Kwarta organiséé le 3ème weekend de septembre par la Balade Biachoise
- Cross Léon-Javelot, du nom du résistant biachois, se déroulant tous les ans au marais, le premier week-end de décembre. Course créée en 1945[114].
- Le 20 mai 2016, la commune fut la ville d'arrivée de la 1re étape du Paris-Arras Tour 2016
- Le 15 juillet 2018, la commune fut traversée par Le Tour de France, lors de la 9e étape du Tour de France 2018, entre Arras et Roubaix.

## Économie
Dans la commune, les principaux secteurs d'emplois sont l'industrie, avec les usines Finimétal et UMCorporation et le commerce avec principalement la grande surface Super U. La commune dispose également d'un marché installé tous les jeudis, sur la Place Henri Barbusse.

### Revenus de la population et fiscalité
En 2021, la commune compte 1 812 ménages fiscaux, regroupant 4 511 personnes.
Le revenu fiscal médian par ménage, le taux de pauvreté des ménages et la part des ménages fiscaux imposés de la commune, du département du Pas-de-Calais et de la métropole sont les suivants :
- le revenu fiscal médian par ménage de la commune est de 21 690 €, supérieur à celui du département du Pas-de-Calais (20 720 €) et inférieur à celui de la France métropolitaine (23 080 €)[Insee 1],[Insee 2],[Insee 3] ;
- le taux de pauvreté des ménages de la commune est de 11 %, de 18,4 % au niveau du département et de 14,9 % au niveau de la métropole[Insee 4],[Insee 5],[Insee 6] ;
- la part des ménages fiscaux imposés dans la commune est de 48 %, de 44,1 % au niveau du département et de 53,4 % au niveau de la métropole[Insee 1],[Insee 2],[Insee 3].

### Emploi
|                       | 2010   | 2015   | 2021   |
| --------------------- | ------ | ------ | ------ |
| Commune               | 13,4 % | 14,4 % | 10,0 % |
| Département           | 11,3 % | 13,7 % | 11,2 % |
| France métropolitaine | 11,6 % | 13,7 % | 11,7 % |

En 2021, la population âgée de 15 à 64 ans s'élève à 2 744 personnes, parmi lesquelles on compte 75,5 % d'actifs (68,0 % ayant un emploi et 7,6 % de chômeurs) et 24,5 % d'inactifs,. En 2021, le taux de chômage communal (au sens du recensement) des 15-64 ans est inférieur à celui du département et inférieur à celui de la France métropolitaine.
La commune fait partie de la couronne de l'aire d'attraction d'Arras, du fait qu'au moins 15 % des actifs travaillent dans le pôle,. Elle compte 1 099 emplois en 2021, contre 1 017 en 2015 et 904 en 2010. Le nombre d'actifs ayant un emploi résidant dans la commune est de 1 880, soit un indicateur de concentration d'emploi de 58,4 et un taux d'activité parmi les 15 ans ou plus de 59,4 %.
Sur ces 1 880 actifs de 15 ans ou plus ayant un emploi, 318 travaillent dans la commune, soit 17 % des habitants. Pour se rendre au travail, 87,4 % des habitants utilisent une voiture, un camion ou une fourgonnette, 3,3 % les transports en commun, 7 % s'y rendent en deux-roues, à vélo ou à pied et 2,3 % n'ont pas besoin de transport (travail au domicile).

### Entreprises et commerces

#### Activités hors agriculture
222 établissements marchands non agricoles sont économiquement actifs en 2022 à Biache-Saint-Vaast,,.
| Secteur d'activité                                                                                        | Commune | Commune | Département |
| Secteur d'activité                                                                                        | Nombre  | %       | %           |
| --- | ------- | ------- | ----------- |
| Ensemble                                                                                                  | 222     | 100 %   | (100 %)     |
| Industrie manufacturière, industries extractives et autres                                                | 16      | 7,2 %   | (5,3 %)     |
| Construction                                                                                              | 34      | 15,3 %  | (11,7 %)    |
| Commerce de gros et de détail, transports, hébergement et restauration                                    | 46      | 20,7 %  | (22,5 %)    |
| Information et communication                                                                              | 4       | 1,8 %   | (3,6 %)     |
| Activités financières et d'assurance                                                                      | 13      | 5,9 %   | (5,3 %)     |
| Activités immobilières                                                                                    | 8       | 3,6 %   | (5,7 %)     |
| Activités spécialisées, scientifiques et techniques et activités de services administratifs et de soutien | 39      | 17,6 %  | (20,2 %)    |
| Administration publique, enseignement, santé humaine et action sociale                                    | 27      | 12,2 %  | (15,8 %)    |
| Autres activités de services                                                                              | 35      | 15,8 %  | (9,9 %)     |

La répartition en pourcentage des différents secteurs d'activité de la commune est plutôt proche de celle du département.

#### Agriculture
La commune est dans l'« Artois », une petite région agricole dans le département du Pas-de-Calais. En 2020, l'orientation technico-économique de l'agriculture  dans la commune est l'exploitation de grandes cultures (hors céréales et oléo-protéagineux). 
|               | 1988 | 2000 | 2010 | 2020 |
| ------------- | ---- | ---- | ---- | ---- |
| Exploitations | 10   | 6    | 6    | 6    |
| SAU (ha)      | 321  | 295  | 329  | 339  |

Le nombre d'exploitations agricoles en activité et ayant leur siège dans la commune est passé de 10 lors du recensement agricole de 1988  à 6 en 2000 puis à 6 en 2010 et enfin à 6 en 2020, soit une baisse de 40 %. La surface agricole utilisée dans la commune a quant à elle augmenté, passant de 321 ha en 1988 à 339 ha en 2020. Parallèlement la surface agricole utilisée moyenne par exploitation a augmenté, passant de 32 à 57 ha,.

## Culture locale et patrimoine

### Lieux et monuments
- L'église Saint-Pierre, reconstruite après 1918, abritant des fonts baptismaux de 1547, une statue de Saint-Nicolas, datant du XVIe siècle ainsi qu'un buste de Saint-Pierre, datant du XVIIIe siècle classés à titre d'objet par les monuments historiques[118],[119],[120].
- Le monument aux morts[121].
- Le monument au général Delestraint[121].
- Le monument de commémoration pour les ouvriers de la cimenterie et la plaque aux quatre victimes de la cimenterie lors de la Seconde Guerre mondiale[122].
- Le moulin de Biache, aujourd'hui disparu.
- Ancienne brasserie-malterie Gonse-Lantoine, fabriquant la bière Bock Saint-Vaast. La brasserie s'est de nos jours reconvertie en une habitation.

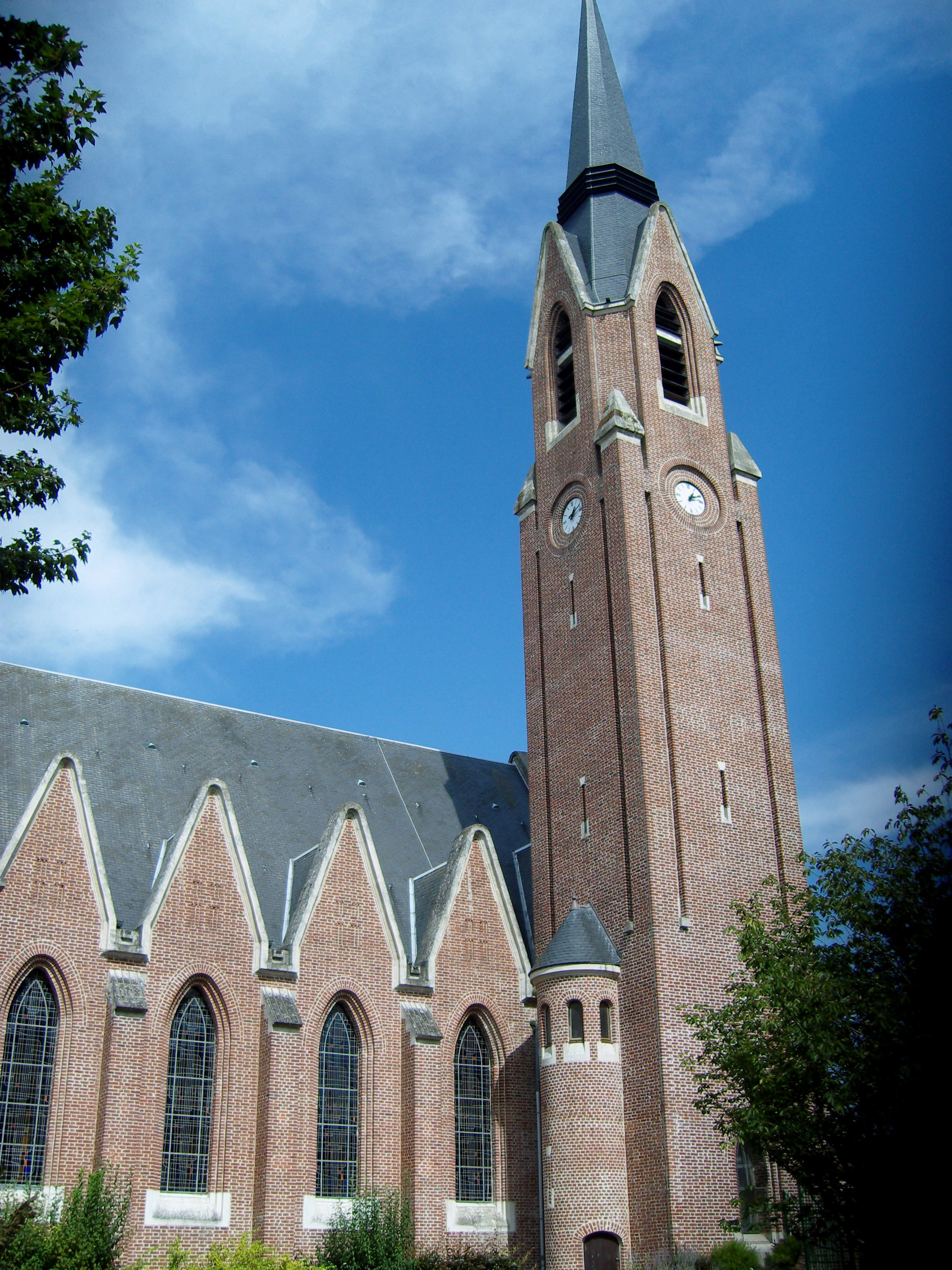
L'église Saint-Pierre, façade sud.
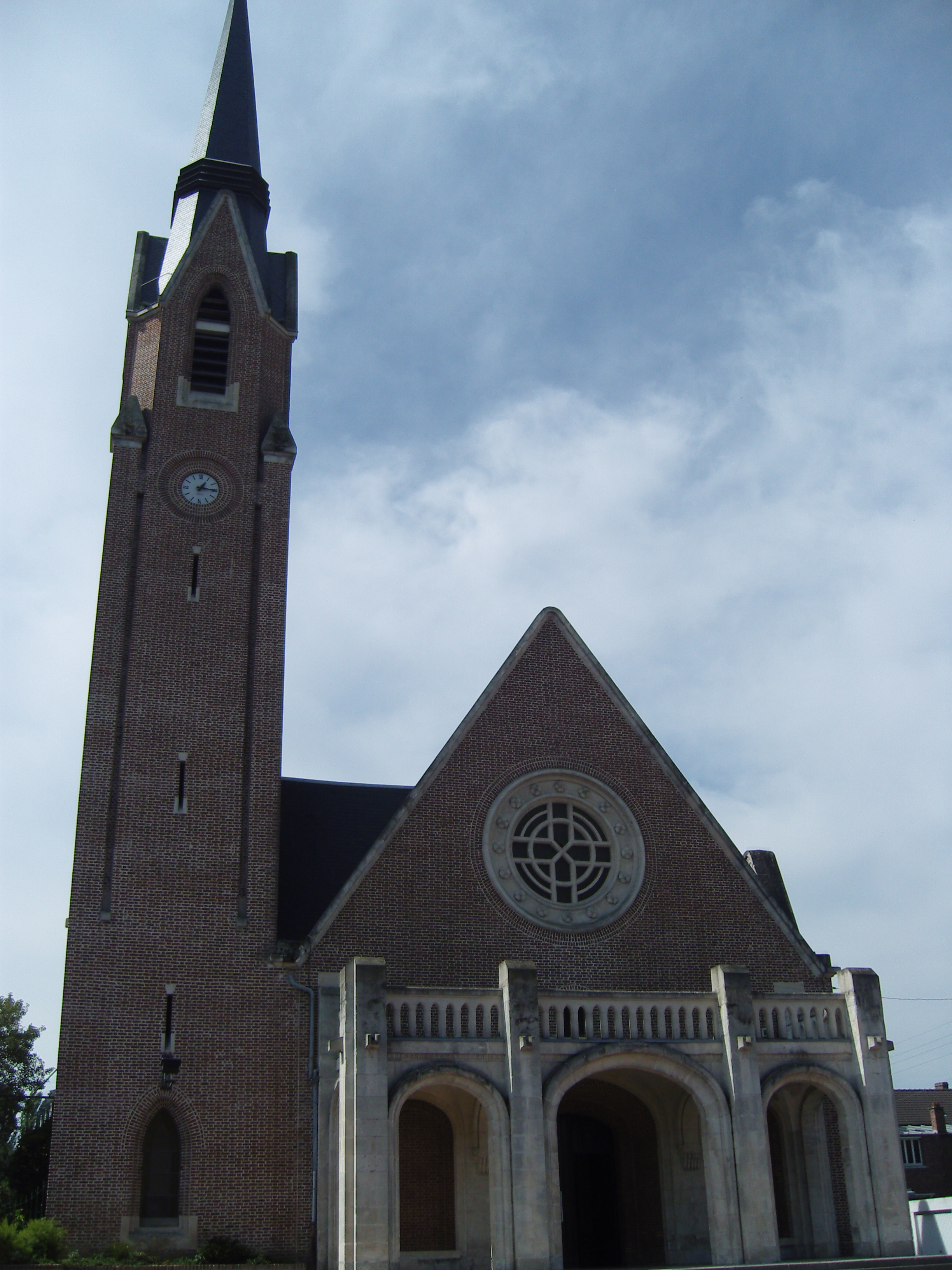
L'église, façade est.
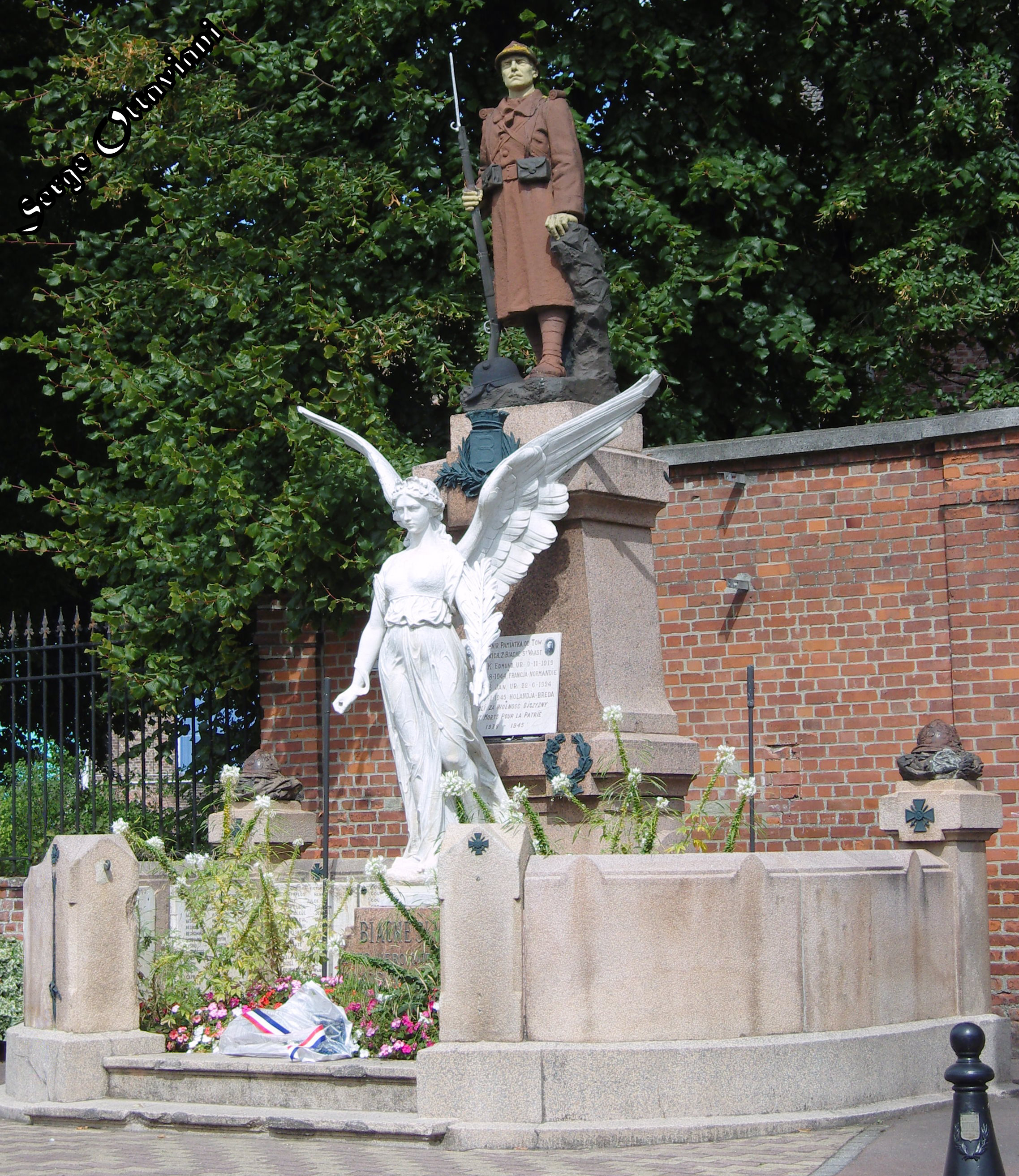
Le monument aux morts.
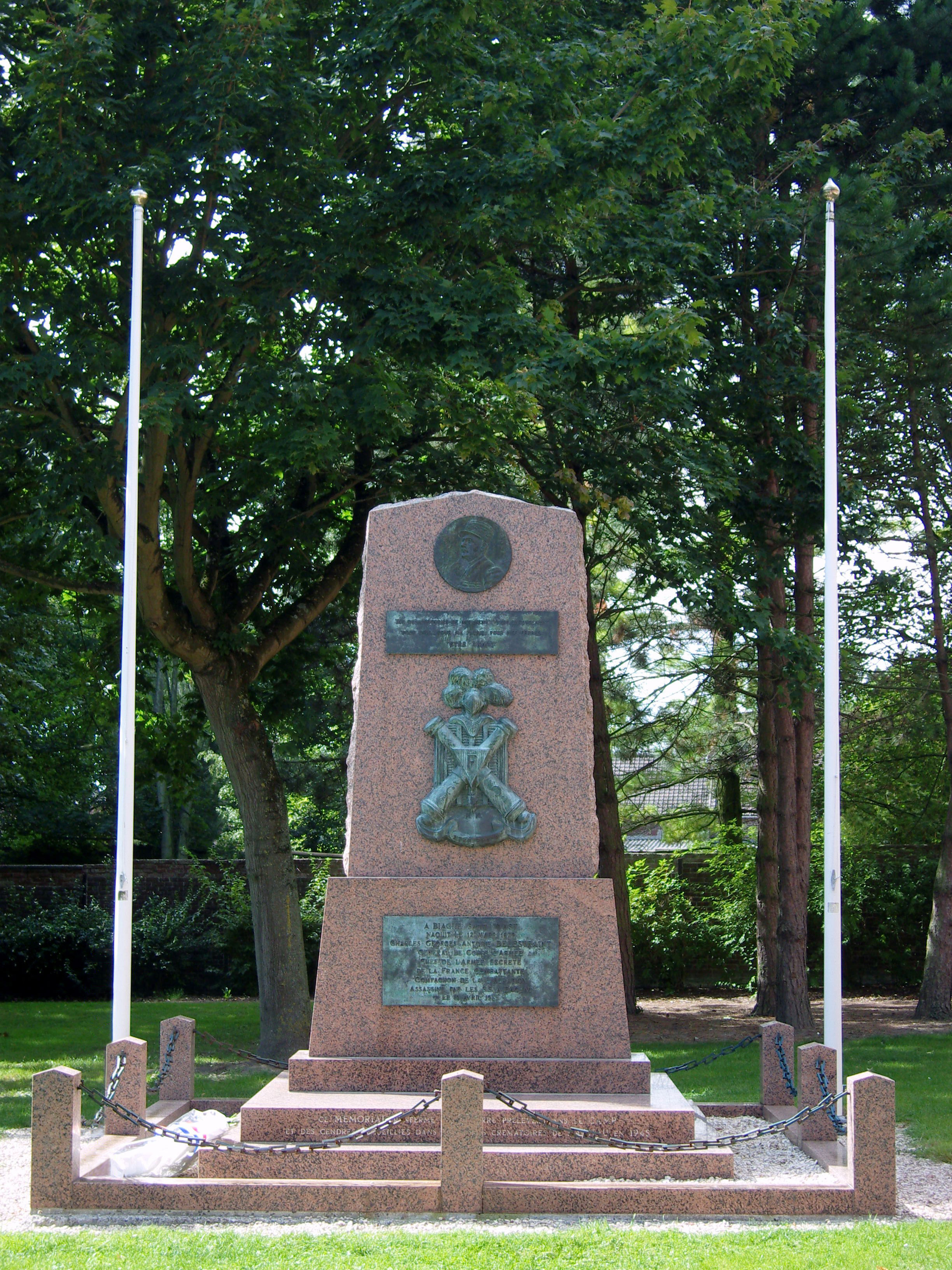
Le monument au général Delestraint.

### Culture
- Le kiosque à musique, inauguré en 1931, servant à l'Harmonie "La Renaissance". Seul kiosque à musique subsistant dans la communauté de communes Osartis Marquion.
- Espace « Culture et Jeunesse », au sein de l'ancienne école Jules-Ferry, accueillant la bibliothèque municipale et les activités du centre de loisir.
- Base de loisirs « Les Étangs », au marais dans l'ancien camping municipal, accueillant le centre de loisirs.
- Géant de la ville, Néandertus, inauguré en juin 2008, lors du carnaval servant aujourd'hui dans certaines manifestations communales ou régionales. Il est le seul Géant de France et peut-être d'Europe représentant un Homme de Néandertal.
- Harmonie La Renaissance, fanfare de Biache, depuis 1922.
- Salle de danse et d'arts plastiques à l'espace « Culture et Jeunesse ».
- Salle des fêtes Jean-Moulin à côté de l'école Jean-de La Fontaine.
- Maison des sociétés face à l'église.

### La commune dans les arts
- En 2021, Biache-Saint-Vaast est un des lieux de tournage de la série Les Papillons Noirs réalisée par Olivier Abbou et Bruno Merle pour la chaîne de télévision Arte[123].

### Personnalités liées à la commune

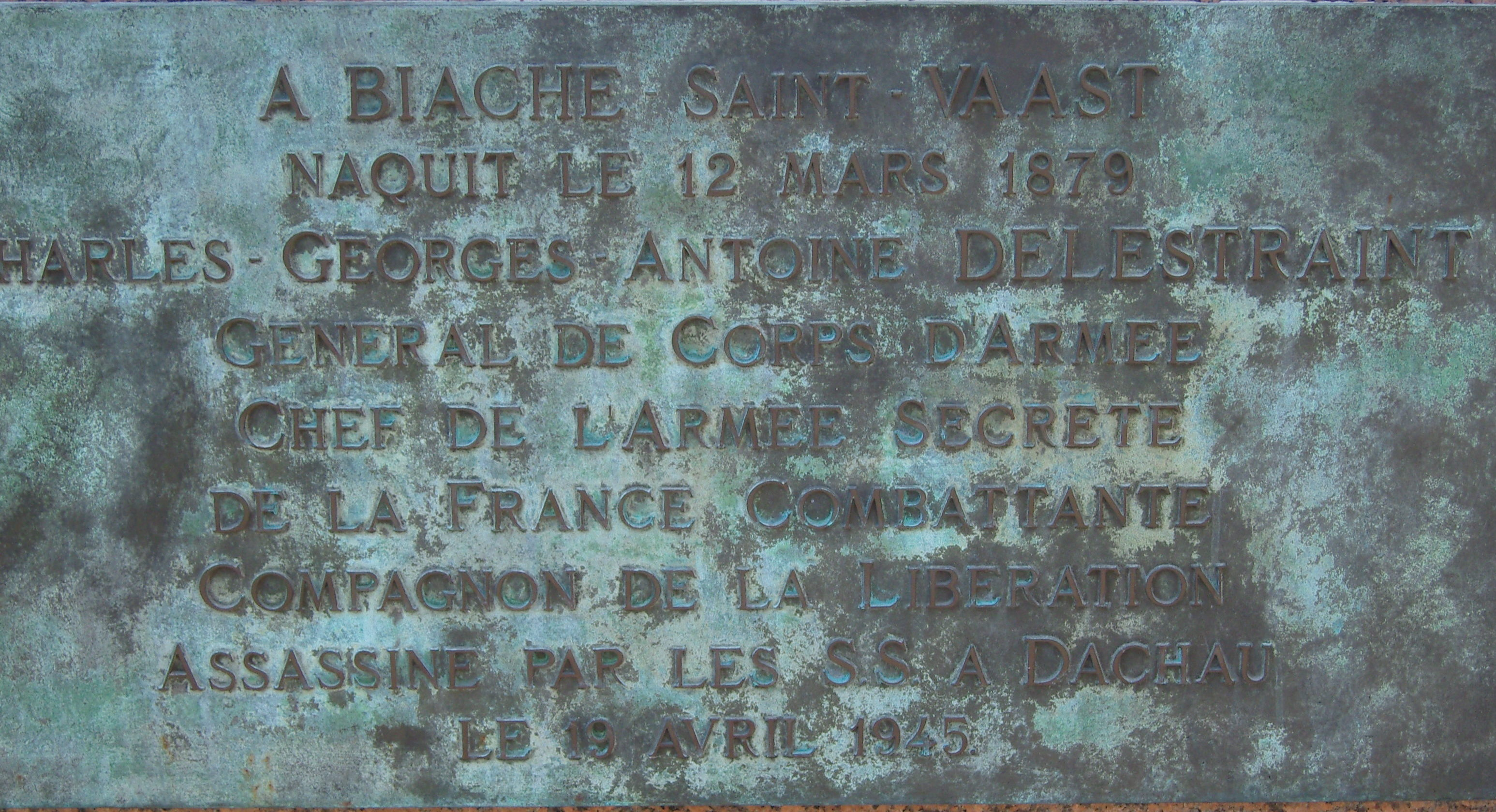
Plaque en hommage à Charles Delestraint.

- Hincmar de Reims (806 - 882), fut le premier à reconnaître le lieu, comme appartenant à l'abbaye Saint-Vaast.
- John Churchill (1650-1722) Duc de Marlborough, visita le poste de Biache, durant le siège de Douai en 1710.
- Claude Louis Hector de Villars (1653-1734), diplomate français, fît ériger en 1710 des forts et des retranchements à Biache, lors du Siège de Douai.
- François-Marie de Broglie (1671-1745), Maréchal de France, était basé à Biache lors du Siège de Douai, de 1710 à 1712.
- Jacques-Antoine "Cassiodore" Demonchaux (1716-1775), né en 1716 à Biache, fut grand-prieur de l'abbaye de Saint-Amand, à partir de 1762. Il meurt à Saint-Amand-les-Eaux en 1775, il mettra ses armoiries sur un tableau de Rubens.
- Charles Édouard Jennings de Kilmaine (1751-1799), militaire irlandais, fit retraite au camp de Biache lors de l'Attaque de Cambrai en 1793.
- Louis Auguste Brunehant (1852-1937), né en 1852 à Biache, ancien maire de Pommiers, fut le Premier Président de la Chambre d'agriculture de l'Aisne. Le 26 mars 1924, il est élu correspondant national de l'Académie d'Agriculture, dans la section grande culture, il en devient membre titulaire le 6 mai 1925.
- Charles Delestraint (1879-1945), alias Vidal, né en 1879 à Biache-Saint-Vaast et mort en 1945 à Dachau, est un général français, héros de la Résistance, premier chef de l'Armée secrète ; son nom a été donné à une rue et à un parc de la commune.
- Édouard Crevel (1880-1969), architecte français, qui eut la tâche de reconstruire l'église après la Première Guerre mondiale.
- Paul Decaux (1881-1968), architecte français, a reconstruit l'église après la Première Guerre mondiale, avec Édouard Crevel.
- Adolf Hitler (1889-1945) a peint lors de la Première Guerre mondiale, en 1917, la voie ferrée de Biache[124].
- Léon Javelot (1911-1944), résistant, né à Biache le 24 juin 1911, fera entre autres la distribution de presse clandestine et fournira des informations militaires aux alliés. Il meurt décapité à Munich le 28 septembre 1944. En hommage, Émile Huré ancien chef de la résistance, créera le Cross Léon Javelot, en 1945.
- Jacques Dapremez (1927-1944), né à Liévin le 13 septembre 1927, jeune résistant biachois, meurt le 1er septembre 1944 dans le cimetière de Plouvain à l'âge de 17 ans alors qu'il effectuait une mission entre la milice locale de Biache et le corps franc en contact avec les Allemands à Rœux[125].
- David Hotyat (né en 1972), auteur de la tuerie du Grand-Bornand, est originaire de Biache.

### Héraldique
| Blason de Lyon | Blason  | Écartelé : aux 1er et 4e d'or à la croix ancrée de gueules, aux 2e et 3e d'azur à la fleur de lis d'or. Ornements extérieursCroix de guerre 1914-1918 |
| Blason de Lyon | Détails | Le blason est présent sur le site internet de la commune.                                                                                             |
| Blason de Lyon | Alias   | De gueules à la roue dentée cousue de sable, chargée de quatre feuilles de nénuphar de sinople posées en croix. Source inconnue.                      |

## Pour approfondir